# 14 stycznia
14 stycznia jest 14. dniem w kalendarzu gregoriańskim. Do końca roku pozostało 351 (w latach przestępnych 352) dni.

## Święta
- Imieniny obchodzą: Amadea, Dacjusz, Feliks, Helga, Hilary, Krystiana, Makryna, Malachiasz, Mściwuj, Nina, Odoryk, Piotr, Radogost, Rajner i Sabbas.
- Kościół prawosławny – „stary” Nowy Rok
  - Świętych Ojców Zabitych na Synaju i Raifie[1] – także w Kościele neounickim[2] w ramach zakończenia uroczystości Teofanii
- Wspomnienia i święta w Kościele katolickim[3][4] obchodzą:
  - bł. Alfonsa Clerici (zakonnica)
  - św. Dacjusz z Mediolanu (biskup)
  - św. Feliks z Noli (prezbiter)
  - św. Fulgencjusz z Éciji
  - bł. Łazarz Pillai (męczennik)
  - św. Malachiasz, prorok (zob. Księga Malachiasza)
  - św. Nino (Christiana, apostołka i patronka Gruzji) – także w Kościele neounickim[2] w ramach zakończenia uroczystości Teofanii
  - bł. Odoryk z Pordenone (prezbiter)
  - bł. Piotr Donders (prezbiter)

## Wydarzenia w Polsce
- 1392 – Król Władysław Jagiełło nadał prawa miejskie Chełmowi.
- 1771 – Konfederacja barska: zakończyło się nieudane oblężenie Jasnej Góry przez wojska królewskie i rosyjskie pod dowództwem pułkownika Iwana Drewicza (31 grudnia-14 stycznia).
- 1807 – Napoleon Bonaparte wydał dekret ustanawiający na zajętych przez wojska francuskie ziemiach polskich rząd tymczasowy pod nazwą Komisji Rządzącej.
- 1863 – W nocy z 14 na 15 stycznia przeprowadzono w Warszawie brankę, która przyspieszyła wybuch powstania styczniowego.
- 1872 – Założono Towarzystwo Oświaty Ludowej, które inicjowało zakładanie i prowadzenie bibliotek na wsiach w zaborze pruskim.
- 1873 – Otwarto linię kolejową Mińsk-Nowa Wilejka.
- 1875 – Bolesław Prus ożenił się z Oktawią Trembińską.
- 1897 – W Krakowie utworzono Związek Młodzieży Polskiej „Zet”.
- 1898 – Podjęto decyzję o budowie Twierdzy Malbork.
- 1904 – W warszawskim Teatrze Nowości zadebiutowała na scenie Lucyna Messal.
- 1917 – Rozpoczęła działalność Tymczasowa Rada Stanu.
- 1925 – Rozpoczął się trzeci zjazd Komunistycznej Partii Robotniczej Polski, który uchwalił m.in. zmianę nazwy na Komunistyczną Partię Polski.
- 1927 – Policja aresztowała kilkuset członków białoruskiej partii Hramada, wśród nich kilku posłów na Sejm RP, w tym Bronisława Taraszkiewicza.
- 1940 – Gestapo aresztowało dowódcę Wydziału Bojowego Polskiej Ludowej Akcji Niepodległościowej Kazimierza Kotta.
- 1945 – Odbyła się inauguracja pierwszego roku akademickiego na Uniwersytecie Marii Curie-Skłodowskiej w Lublinie.
- 1956 – Utworzono Ojcowski Park Narodowy.
- 1958 – Założono Robotniczą Spółdzielnię Mieszkaniową Ursus.
- 1962 – Późniejszy nuncjusz apostolski w Polsce oraz arcybiskup metropolita gnieźnieński i prymas Polski Józef Kowalczyk otrzymał święcenia kapłańskie.
- 1980 – Premiera sztuki Teatru Telewizji Igraszki z diabłem Jana Drdy w reżyserii Tadeusza Lisa.
- 1982 – Ukazało się pierwsze wydanie dziennika rządowego „Rzeczpospolita”.
- 1993 – Na Bałtyku u wybrzeży Rugii zatonął podczas sztormu polski prom kolejowo-samochodowy „Jan Heweliusz”. Zginęło 55 osób, uratowano 9.
- 1997 – Ukazało się pierwsze wydanie dziennika „Puls Biznesu”.
- 2000 – Premiera filmu akcji Prawo ojca w reżyserii Marka Kondrata.
- 2003 – Rząd Leszka Millera przyjął Narodowy Plan Rozwoju.
- 2007 – Odbył się 15. Finał Wielkiej Orkiestry Świątecznej Pomocy.
- 2017 – Zwierzchnikiem Kościoła Starokatolickiego w RP został ks. Artur Wieciński[5].
- 2018 – Odbył się 26. Finał Wielkiej Orkiestry Świątecznej Pomocy

## Wydarzenia na świecie

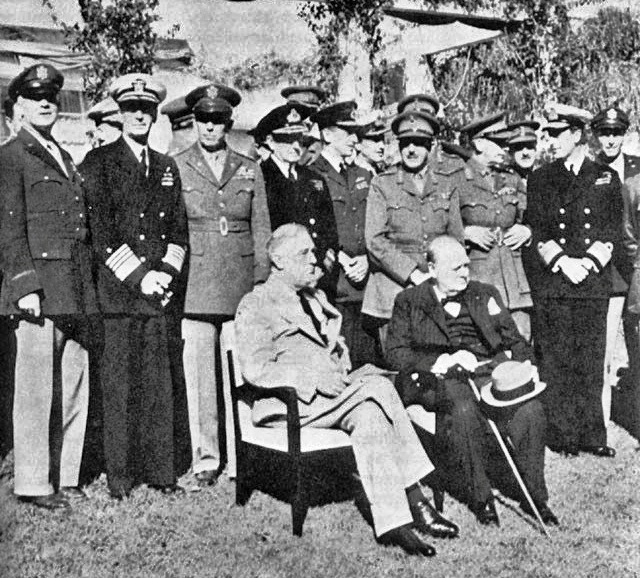
Franklin D. Roosevelt i Winston Churchill na konferencji w Casablance (1943)

- 1092 – Konrad I Przemyślida został księciem Czech.
- 1129 – Synod w Troyes(inne języki) pod przewodnictwem legata kardynała Mateusza d’Albano(inne języki) i opata Bernarda z Clairvaux uprawomocnił powstanie zakonu templariuszy.
- 1236 – Król Anglii Henryk III Plantagenet ożenił się z Eleonorą Prowansalską.
- 1301 – Wraz ze śmiercią króla Węgier i Chorwacji Andrzeja III wygasła dynastia Arpadów.
- 1343 – Arnoszt z Pardubic został mianowany biskupem praskim.
- 1505 – Papież Juliusz II wydał bullę unieważniającą wybór papieża w drodze świętokupstwa.
- 1506 – W jednej z rzymskich winnic znaleziono starożytną rzeźbę Grupa Laokoona.
- 1526 – Król Francji Franciszek I, przebywający od czasu klęski w bitwie pod Pawią w niewoli hiszpańskiej, został zmuszony do podpisania pokoju madryckiego, w którym w zamian za uwolnienie zobowiązał się do licznych ustępstw terytorialnych i oddania dwóch synów jako zakładników.
- 1539 – Hiszpania zaanektowała Kubę.
- 1659 – Wojna o niepodległość Portugalii(inne języki): zwycięstwo wojsk portugalskich w bitwie pod Elvas(inne języki).
- 1701 – Założono pierwszą szkołę morską w Rosji.
- 1724 – Król Hiszpanii Filip V Burbon abdykował na rzecz swego syna Ludwika I.
- 1761 – Armia afgańska pokonała Marathów w trzeciej bitwie pod Panipatem.
- 1779 – Paolo Renier został dożą Wenecji.
- 1784 – Amerykański Kongres Kontynentalny ratyfikował traktat wersalski kończący wojnę o niepodległość USA.
- 1797 – I koalicja antyfrancuska: zwycięstwo wojsk francuskich nad austriackimi w bitwie pod Rivoli.
- 1806 – III koalicja antyfrancuska: wojska francuskie zajęły Neapol.
- 1814 – W Kilonii podpisano układ pokojowy między Szwecją a Królestwem Danii i Norwegii, kończący wojny napoleońskie w Skandynawii.
- 1851 – Juan Bravo Murillo został przewodniczącym Rady Ministrów Hiszpanii.
- 1858 – W Paryżu miał miejsce nieudany zamach bombowy na jadącego do teatru cesarza Napoleona III, w którym zginęło 12 osób, a 156 zostało rannych.
- 1866 – Wybuchła wojna Chile i Peru z Hiszpanią.
- 1872 – Padł pies rasy skye terrier Greyfriars Bobby, który niemal przez 14 lat czuwał przy grobie swego pana na cmentarzu w szkockim Edynburgu.
- 1890 – António de Serpa Pimentel(inne języki) został premierem Portugalii.
- 1895:
  - I wojna włosko-abisyńska: zwycięstwo wojsk włoskich w bitwie pod Coatit.
  - Dezső Bánffy(inne języki) został premierem Węgier.
- 1897 – Szwajcar Matthias Zurbriggen zdobył Aconcaguę (6961 m n.p.m.) w argentyńskich Andach, najwyższy szczyt półkuli południowej.
- 1900 – W Rzymie odbyła się premiera opery Tosca Giacomo Pucciniego.
- 1905 – Jens Christian Christensen(inne języki) został premierem Danii.
- 1907 – 1600 osób zginęło w wyniku trzęsienia ziemi w Kingston na Jamajce.
- 1914 – Brytyjski transatlantyk SS „Majestic” został przekazany na złom.
- 1916:
  - Premiera amerykańskiego filmu niemego Madame X w reżyserii George’a F. Mariona(inne języki).
  - W Wiedniu odbyły się premiera operetki Astronom Franza Lehára.
  - W wyniku potężnego sztormu nad zatoką Zuiderzee zostało zatopione wybrzeże Holandii, co następnie skłoniło parlament do podjęcia decyzji o budowie tamy Afsluitdijk i polderów w regionie ujścia rzeki IJssel.
- 1917 – Na stojącym w porcie Yokosuka japońskim krążowniku „Tsukuba” doszło do eksplozji komór amunicyjnych, co doprowadziło do jego pożaru i zatonięcia, w wyniku czego zginęło 305 marynarzy.
- 1919 – Szarlotta została wielką księżną Luksemburga.
- 1930 – Komunista Albrecht Höhler postrzelił w drzwiach jego mieszkania w Berlinie autora tekstu do hymnu nazistów Horsta Wessela, który w wyniku doznanych obrażeń zmarł w szpitalu 23 lutego.
- 1933 – Alexandru Vaida-Voievod został po raz trzeci premierem Rumunii.
- 1936 – W katastrofie należącego do American Airlines samolotu Douglas DC-2 koło Goodwin(inne języki) w amerykańskim stanie Arkansas zginęło wszystkich 17 osób na pokładzie.
- 1938 – Norwegia wysunęła roszczenia terytorialne do Ziemi Królowej Maud na Antarktydzie.
- 1939 – W wyniku pożaru buszu spłonęła miejscowość Seaham(inne języki) w australijskim stanie Nowa Południowa Walia.
- 1943:
  - II wojna światowa: rozpoczęła się aliancka konferencja w Casablance.
  - Weszło do służby radzieckie samobieżne działo pancerne SU-122.
  - Wszedł do służby lotniskowiec USS „Independence”.
- 1944 – Białoruska wieś Ala w obwodzie homelskim została spalona przez Niemców wraz z 1758 mieszkańcami.
- 1950 – Dokonano oblotu radzieckiego myśliwca MiG-17.
- 1951 – Otwarto skocznię narciarską Mühlenkopfschanze w niemieckim Willingen.
- 1952 – Na antenie amerykańskiej stacji NBC zadebiutował pierwszy na świecie magazyn telewizji śniadaniowej Today.
- 1953:
  - Josip Broz Tito został prezydentem Jugosławii.
  - Włoski transatlantyk „Andrea Doria” wypłynął w swój dziewiczy rejs z Genui do Nowego Jorku.
- 1954 – W ratuszu w San Francisco odbył się ślub Marilyn Monroe z baseballistą Joe DiMaggio.
- 1960:
  - Dokonano oblotu amerykańskiego lekkiego samolotu Piper PA-28 Cherokee.
  - Elvis Presley został promowany na sierżanta US Army.
  - Powstał Bank Rezerwy Australii.
- 1961 – Indie Portugalskie zostały włączone do Indii.
- 1962 – Rada Ministrów EWG przyjęła pierwsze zasady Wspólnej Polityki Rolnej.
- 1963 – Premiera filmu 8½ w reżyserii Federico Felliniego.
- 1965 – Doszło do pierwszego od 44 lat spotkania szefów rządów Irlandii i Irlandii Północnej.
- 1967 – W Golden Gate Park w San Francisco odbył się happening z udziałem 25 tys. osób w proteście przeciwko delegalizacji LSD oraz w celu wspólnego zjednoczenia aktywistów politycznych z University of California w Berkeley i hippisów z dzielnicy Haight-Ashbury. Było to przełomowe wydarzenie dla ruchu hippisowskiego.
- 1969 – Na pokładzie lotniskowca atomowego USS „Enterprise” u wybrzeży Hawajów, w trakcie startu jednego z samolotów gorące gazy wylotowe podgrzały podwieszony na innym samolocie pocisk typu Zuni, który został samoistnie odpalony i uderzył w zaparkowane samoloty, powodując pożar 15 z nich oraz uszkodzenie okrętu. Zginęło 28 członków załogi, a 334 zostało rannych.
- 1970 – W Las Vegas Diana Ross wystąpiła po raz ostatni z grupą The Supremes.
- 1972 – Małgorzata II została królową Danii.
- 1973 – Elvis Presley wystąpił w Honolulu na transmitowanym przez satelitę na cały świat koncercie Aloha from Hawaii.
- 1976 – John Wrathall został prezydentem Rodezji (późniejsze Zimbabwe).
- 1978 – W San Francisco odbył się ostatni przed 18-letnim zawieszeniem działalności koncert grupy Sex Pistols.
- 1979 – Trzech palestyńskich terrorystów zaatakowało hotel w izraelskim Ma’alot, biorąc zakładników i doprowadzając do śmierci Izraelki, która wypadła przez okno w czasie próby ucieczki. Izraelscy komandosi przeprowadzili atak na hotel i zabili wszystkich napastników. Rannych zostało 5 zakładników.
- 1980:
  - Partia Kongresowa Indiry Gandhi przejęła władzę w Indiach.
  - Zgromadzenie Ogólne ONZ potępiło sowiecką interwencję w Afganistanie przyjmując rezolucję wzywającą do natychmiastowego, bezwarunkowego i całkowitego wycofania wojsk z Afganistanu.
- 1986 – Vinicio Cerezo został prezydentem Gwatemali.
- 1990:
  - 43 osoby zginęły w pożarze dyskoteki w hiszpańskiej Saragossie.
  - Założono Związek Polaków na Łotwie.
- 1991 – Jorge Serrano Elías został prezydentem Gwatemali.
- 1993 – 9 geologów zginęło w wyniku erupcji wulkanu Galeras w Kolumbii.
- 1994 – Rosja, Ukraina i USA zawarły w Moskwie porozumienie o likwidacji dawnej radzieckiej broni atomowej na Ukrainie.
- 1996:
  - Álvaro Arzú został prezydentem Gwatemali.
  - Socjalista Jorge Sampaio wygrał w pierwszej turze wybory prezydenckie w Portugalii.
- 1997 – Imata Kabua został prezydentem Wysp Marshalla.
- 2000 – Alfonso Portillo został prezydentem Gwatemali.
- 2004:
  - Óscar Berger został prezydentem Gwatemali.
  - Prezydent USA George W. Bush ogłosił Wizję Eksploracji Kosmosu.
  - Przyjęto aktualnie obowiązujący wzór gruzińskiej flagi.
  - Terrorystka-samobójczyni z Hamasu wysadziła się na przejściu granicznym Erez ze Strefą Gazy. Zginęło 4 Izraelczyków (w tym 3 żołnierzy), a 12 osób zostało rannych.
  - W jakuckiej wiosce Tomtor odnotowano temperaturę –72,2 °C, najniższą w stale zamieszkałym miejscu.
- 2005:
  - Piotr Morawski i Włoch Simone Moro dokonali pierwszego zimowego wejścia na himalajski ośmiotysięcznik Sziszapangma.
  - W pożarze szkoły we wsi Safian w Iranie zginęło 13 dzieci, a 18 zostało rannych.
- 2008 – Álvaro Colom został prezydentem Gwatemali.
- 2009 – Boliwia i Wenezuela zerwały z powodu interwencji zbrojnej w Strefie Gazy stosunki dyplomatyczne z Izraelem.
- 2010:
  - Rząd w Jemenie wypowiedział wojnę rebeliantom z Al-Ka’idy.
  - W katastrofie dwóch autobusów w Papui-Nowej Gwinei zginęło 40 osób.
  - Wskazówki na symbolicznym zegarze zagłady na Uniwersytecie w Chicago zostały przesunięte z 11:55 na 11:54.
- 2011:
  - Fizycy z Uniwersytetu Bolońskiego, Andrea Rossi(inne języki) i Sergio Focardi(inne języki), zaprezentowali pierwszy reaktor do tzw. zimnej fuzji.
  - Papież Benedykt XVI ogłosił dekret o uznaniu cudu Jana Pawła II oraz datę jego beatyfikacji.
  - Rewolucja w Tunezji: prezydent Zajn al-Abidin ibn Ali ustąpił ze stanowiska i uciekł wraz z rodziną do Arabii Saudyjskiej.
- 2012:
  - 55 osób zginęło, a 141 zostało rannych w samobójczym zamachu bombowym w irackiej Basrze.
  - Otto Pérez Molina został prezydentem Gwatemali.
  - W Macedonii wybuchły starcia na tle etnicznym między Macedończykami a Albańczykami.
- 2014 – 31 osób zginęło, a ponad 50 zostało rannych w samobójczym zamachu bombowym przeprowadzonym przez islamistyczną organizację terrorystyczną Boko Haram w nigeryjskim mieście Maiduguri.
- 2015 – Ze względu na podeszły wiek Giorgio Napolitano ustąpił ze stanowiska prezydenta Włoch.
- 2016 – Jimmy Morales został prezydentem Gwatemali.
- 2019:
  - Su Tseng-chang został po raz drugi premierem Tajwanu.
  - W katastrofie wojskowego samolotu Boeing 707-3J9C w bazie Fath na północy Iranu zginęło 15 spośród 16 osób na pokładzie.
- 2020:
  - Alejandro Giammattei został prezydentem Gwatemali.
  - Chung Sye-kyun został premierem Korei Południowej.
  - Microsoft zakończył wsparcie dla systemu operacyjnego Windows 7.
- 2023:
  - Inwazja Rosji na Ukrainę: w Dnieprze rosyjska rakieta uderzyła w wielopiętrowy budynek mieszkalny, w wyniku czego ok. 40 osób zginęło, 73 zostały ranne, w tym 14 dzieci, 30 uznano za zaginione, a 400 zostało bez dachu nad głową.
  - Zakończyła się pierwsza tura wyborów prezydenckich w Czechach. Do tury drugiej przeszli: gen. Petr Pavel (35,4%) i Andrej Babiš (34,99%).
- 2024:
  - Bernardo Arévalo został prezydentem Gwatemali.
  - Królowa Danii Małgorzata II abdykowała na rzecz swego syna Fryderyka X.

## Zdarzenia astronomiczne ieksploracja kosmosu
- 1930 – Księżyc znalazł się najbliżej Ziemi w XX wieku (356 397 km).
- 1969 – Wystrzelono radziecki statek kosmiczny Sojuz 4 z Władimirem Szatałowem na pokładzie.
- 2005 – Lądownik Huygens przesłał pierwsze w historii zdjęcia z Tytana, największego księżyca Saturna.
- 2008 – Amerykańska sonda MESSENGER zbliżyła się do Merkurego na odległość 200 km. Był to pierwszy przelot sondy w pobliżu tej planety od 33 lat.

## Urodzili się
- 83 p.n.e. – Marek Antoniusz, polityk i wódz rzymski (zm. 30 p.n.e.)
- 38 p.n.e. – Druzus Starszy, wódz rzymski (zm. 9 p.n.e.)
- 771 – Konstantyn VI, cesarz bizantyński (zm. 797 lub 802)
- 1131 – Waldemar I Wielki, król Danii (zm. 1182)
- 1369 – Antonio Correr, włoski kardynał (zm. 1445)
- 1451 – Franchinus Gaffurius, włoski kompozytor (zm. 1522)
- 1507 – Katarzyna Habsburg, królowa Portugalii (zm. 1578)
- 1530 – Stanisław Bornbach, polski kronikarz (zm. 1597)
- 1566 – Angelo Notari, włoski kompozytor (zm. 1663)
- 1600 – (data chrztu) Pieter van Avont, flamandzki malarz, rysownik (zm. 1652)
- 1607 – Kasjan z Nantes, francuski kapucyn, misjonarz, męczennik, błogosławiony (zm. 1638)
- 1637 – Jakob Breyne, gdański kupiec, botanik pochodzenia niderlandzkiego (zm. 1697)
- 1683 – Gottfried Silbermann, niemiecki organmistrz (zm. 1753)
- 1684:
  - Johann Matthias Hase(inne języki), niemiecki matematyk, astronom, kartograf, geograf (zm. 1742)
  - Jean Baptiste van Loo, francuski malarz (zm. 1745)
- 1700 – Picander, niemiecki poeta, librecista (zm. 1764)
- 1702 – Nakamikado, cesarz Japonii (zm. 1737)
- 1705 – Jean-Baptiste Charles Bouvet, francuski żeglarz, odkrywca (zm. 1786)
- 1718 – Katarzyna Agnieszka Ludwika Sapieha, łowczyna litewska, uczestniczka konfederacji barskiej (zm. 1779)
- 1728 – Seweryn Girault, francuski tercjarz franciszkański, męczennik, błogosławiony (zm. 1792)
- 1729 – Feliks Paweł Turski, polski duchowny katolicki, biskup łucki i krakowski (zm. 1800)
- 1730 – William Whipple, amerykański generał, polityk (zm. 1785)
- 1741 – Benedict Arnold, amerykański kupiec, generał, zdrajca (zm. 1801)
- 1751 – Corona Schröter, niemiecka śpiewaczka, aktorka (zm. 1802)
- 1756 – Franciszek Leopold Lafontaine, niemiecki chirurg i lekarz wojskowy w służbie armii Księstwa Warszawskiego (zm. 1812)
- 1760 – George Henry FitzRoy, brytyjski arystokrata, polityk (zm. 1844)
- 1767 – Maria Teresa Habsburg, arcyksiężniczka austriacka, królowa Saksonii (zm. 1827)
- 1769 – Achilles Roderich Dagobert, pruski baron, oficer, dyplomata (zm. 1850)
- 1770:
  - Adam Jerzy Czartoryski, polski pisarz, mecenas sztuki i kultury, działacz emigracyjny (zm. 1861)
  - Feliks Rylski, polski major, uczestnik insurekcji kościuszkowskiej (zm. 1823)
- 1771 – Jean-Louis-Ébénézer Reynier, francuski generał (zm. 1814)
- 1777 – William Martin Leake, brytyjski pisarz, dyplomata, topograf (zm. 1860)
- 1778 – Marian z Roccacasale, włoski franciszkanin, błogosławiony (zm. 1866)
- 1779 – Joseph Kent, amerykański polityk, senator (zm. 1837)
- 1782 – Carl Ferdinand Langhans, niemiecki architekt (zm. 1869)
- 1789 – Józef Hilary Głowacki, polski dekorator teatralny (zm. 1858)
- 1790 – Feliks Paweł Jarocki, polski zoolog (zm. 1865)
- 1793 – Wojciech Chrzanowski, polski generał, kartograf (zm. 1861)
- 1798:
  - Isaäc da Costa, duński poeta, prozaik pochodzenia żydowskiego (zm. 1860)
  - Robert Nicols Martin, amerykański prawnik, polityk, kongresmen (zm. 1870)
  - Johan Rudolph Thorbecke, holenderski polityk, premier Holandii (zm. 1872)
- 1800 – Ludwig von Köchel, austriacki pisarz, kompozytor, muzykolog, botanik, wydawca (zm. 1877)
- 1801 – Adolphe Brongniart, francuski geolog, botanik (zm. 1876)
- 1803 – Eduard Munk, niemiecki filolog, historyk literatury, pedagog pochodzenia żydowskiego (zm. 1871)
- 1804 – Paweł Rzewuski, polski duchowny katolicki, wikariusz generalny archidiecezji warszawskiej (zm. 1892)
- 1805 – Carlo Marochetti, francuski rzeźbiarz pochodzenia włoskiego (zm. 1867)
- 1806:
  - Charles Hotham, brytyjski oficer, administrator kolonialny (zm. 1855)
  - William Cost Johnson, amerykański polityk, kongresmen (zm. 1860)
  - Napoleon Kamieński, polski księgarz, wydawca (zm. 1873)
  - Matthew Fontaine Maury, amerykański oficer marynarki, astronom, oceanograf, meteorolog, kartograf (zm. 1873)
- 1808 – Manuel Jimenes, dominikański polityk, prezydent Dominikany (zm. 1854)
- 1809 – Mary Ann Pratt, amerykańska działaczka mormońska (zm. 1891)
- 1811 – Abraham Ber Gottlober, rosyjski maskil, poeta, tłumacz, historyk, publicysta pochodzenia żydowskiego (zm. 1899)
- 1813 – Boleslav Jablonský, czeski duchowny katolicki, poeta (zm. 1881)
- 1814 – Karol Łoś, polski ziemianin (zm. 1894)
- 1815 – Eduard Petzold, niemiecki architekt krajobrazu (zm. 1891)
- 1818 – Zacharias Topelius, fiński pisarz szwedzkojęzyczny (zm. 1898)
- 1819:
  - Dimitrie Bolintineanu, rumuński poeta, prozaik, polityk (zm. 1872)
  - Constantin von Grewingk, estoński geolog, mineralog (zm. 1887)
- 1820:
  - Feliks Księżarski, polski architekt (zm. 1884)
  - Bazylian (Petrović), serbski biskup prawosławny (zm. 1891)
- 1822 – Jani Vreto, albański poeta, publicysta, działacz narodowy (zm. 1900)
- 1823:
  - Franciszek Maciej Gluziński, polski lekarz (zm. 1899)
  - Karol III, książę Parmy (zm. 1854)
  - Wissarion (Ljubiša), serbski biskup prawosławny (zm. 1884)
- 1824 – Władimir Stasow, rosyjski krytyk i historyk sztuki, publicysta (zm. 1906)
- 1826:
  - Iwan Naumowycz, ukraiński duchowny greckokatolicki, a następnie prawosławny (zm. 1891)
  - Feliks Pohorecki, polski ziemianin, polityk (zm. 1896)
- 1835 – Marcelo Spínola, hiszpański duchowny katolicki, arcybiskup Sewilli, kardynał, błogosławiony (zm. 1906)
- 1836 – Henri Fantin-Latour, francuski malarz, grafik (zm. 1904)
- 1839 – Emil Bohn, niemiecki muzykolog, organista, dyrygent, kompozytor, wykładowca akademicki (zm. 1908)
- 1841 – Berthe Morisot, francuska malarka (zm. 1895)
- 1844 – William Forsell Kirby, brytyjski entomolog, folklorysta (zm. 1912)
- 1845:
  - Emil Byk, polski adwokat, polityk pochodzenia żydowskiego (zm. 1906)
  - Henry Petty-Fitzmaurice, brytyjski arystokrata, polityk (zm. 1927)
  - Józef Soleski, polski nauczyciel, polityk, uczestnik powstania styczniowego (zm. 1901)
- 1846 – Witold Pruszkowski, polski malarz, rysownik (zm. 1896)
- 1847 – Johannes Orth, niemiecki anatom, patolog, wykładowca akademicki (zm. 1923)
- 1848:
  - Filipp Fortunatow, rosyjski językoznawca, wykładowca akademicki (zm. 1914)
  - Wilhelm Wagner, niemiecki neurochirurg, botanik, taternik (zm. 1900)
- 1849:
  - Alfhild Agrell, szwedzka pisarka, dramatopisarka (zm. 1923)
  - Ernesto Angiulli, włoski duchowny katolicki, biskup pomocniczy Neapolu (zm. 1918)
- 1850:
  - Pierre Loti, francuski pisarz, oficer marynarki (zm. 1923)
  - Jan Reszke, polski śpiewak operowy (baryton) (zm. 1925)
  - Aleksy Romanow, wielki książę rosyjski, generał-admirał (zm. 1908)
- 1851 – Ernst Hartwig, niemiecki astronom (zm. 1923)
- 1852 – Waleria Puffke, polska działaczka oświatowa pochodzenia niemieckiego (zm. 1915)
- 1853 – Maria Teresa Ferragut Roig, hiszpańska działaczka Akcji Katolickiej, męczennica, błogosławiona (zm. 1936)
- 1857 – Alice Pike Barney, amerykańska malarka (zm. 1931)
- 1858 – Patrick Joseph Kennedy, amerykański polityk pochodzenia irlandzkiego (zm. 1929)
- 1861 – Mehmed VI, sułtan Imperium Osmańskiego (zm. 1926)
- 1863 – Richard F. Outcault, amerykański rysownik, twórca komiksów (zm. 1928)
- 1870 – George Pearce, australijski polityk (zm. 1952)
- 1871 – Feliks Franić, polski malarz, prawnik, sędzia sądu apelacyjnego (zm. 1937)
- 1872:
  - Włodzimierz Dobrowolski, polski inżynier elektrotechnik, urzędnik ministerialny (zm. 1937)
  - Henry Petty-Fitzmaurice, brytyjski arystokrata, polityk, oficer (zm. 1971)
- 1873:
  - André Bloch(inne języki), francuski kompozytor (zm. 1960)
  - Thomas Kurialachery, indyjski duchowny katolicki obrządku syromalabarskiego, biskup Changanacherry, czcigodny Sługa Boży (zm. 1925)
  - Moisiej Uricki, rosyjski działacz socjaldemokratyczny i komunistyczny pochodzenia żydowskiego (zm. 1918)
- 1874:
  - Józef Englich, polski działacz gospodarczy i społeczny, prawnik, polityk, minister skarbu (zm. 1924)
  - John I. Nolan, amerykański polityk (zm. 1922)
  - Julian Pagaczewski, polski historyk sztuki, wykładowca akademicki (zm. 1940)
  - Stephen Smith, angielski piłkarz, trener (zm. 1935)
- 1875:
  - Felix Hamrin, szwedzki przemysłowiec, polityk, premier Szwecji (zm. 1937)
  - Albert Schweitzer, francusko-niemiecki duchowny i teolog luterański, filozof, organista, muzykolog, lekarz, laureat Pokojowej Nagrody Nobla (zm. 1965)
- 1876:
  - Lado Kecchoweli, gruziński rewolucjonista, bolszewik, pisarz (zm. 1903)
  - Konstanty Zakrzewski, polski fizyk, wykładowca akademicki (zm. 1948)
- 1877:
  - Richard Kirman, amerykański polityk, gubernator Nevady (zm. 1959)
  - Władysław Sterling, polski neurolog, psychiatra, wykładowca akademicki, poeta, krytyk literacki pochodzenia żydowskiego (zm. 1943)
  - Karol Wojewoda, polski rolnik, samorządowiec, polityk, poseł na Sejm RP (zm. 1961)
- 1878:
  - Bohumil Kafka, czeski rzeźbiarz (zm. 1942)
  - Victor Segalen, francuski etnograf, archeolog, prozaik, poeta (zm. 1919)
  - Victor Trast, fiński slawista, wykładowca akademicki (zm. 1953)
- 1879 – Eduard Essen, radziecki polityk (zm. 1931)
- 1880:
  - Joseph Warren Beach, amerykański poeta, prozaik, krytyk literacki, literaturoznawca, wykładowca akademicki (zm. 1957)
  - Ignacy Dobiasz, polski duchowny katolicki, salezjanin, Sługa Boży (zm. 1941)
- 1881:
  - Wasilij Aleksiejew, rosyjski sinolog, wykładowca akademicki (zm. 1951)
  - Frank Hughes, amerykański strzelec sportowy (zm. 1942)
  - Francis Gladheim Pease, amerykański astronom (zm. 1938)
- 1882:
  - Iwan Ohijenko, ukraiński historyk, teolog, tłumacz, poeta (zm. 1972)
  - Nina Ricci, francuska kreatorka mody (zm. 1970)
- 1885 – Rudolf Olden, niemiecki prawnik, dziennikarz (zm. 1940)
- 1886:
  - Hugh Lofting, brytyjski pisarz (zm. 1947)
  - Henry Murray, nowozelandzki lekkoatleta, płotkarz, porucznik lotnictwa, architekt (zm. 1943)
- 1887:
  - Wacław Lilpop, polski urolog (zm. 1949)
  - Charles Marion, francuski jeździec sportowy (zm. 1944)
  - Hugo Steinhaus, polski matematyk, wykładowca akademicki, aforysta pochodzenia żydowskiego (zm. 1972)
- 1889:
  - Emma Altberg, polska pianistka, pedagog, publicystka pochodzenia żydowskiego (zm. 1983)
  - Tihamér Tóth, węgierski duchowny katolicki, biskup Veszprému (zm. 1939)
- 1890:
  - John Lucas, amerykański generał (zm. 1949)
  - Stefan Srebrny, polski filolog klasyczny, tłumacz (zm. 1962)
  - Maximilian Wengler, niemiecki generał-major (zm. 1945)
- 1891:
  - Zygmunt Lorec, polski malarz, rysownik, akwarysta (zm. 1963)
  - Osip Mandelsztam, rosyjski prozaik, poeta pochodzenia żydowskiego (zm. 1938)
  - Alphonse Weicker, luksemburski piłkarz, bramkarz, bankier (zm. 1973)
- 1892:
  - Attilio Marinoni, włoski kierowca wyścigowy (zm. 1940)
  - Martin Niemöller, niemiecki pastor, działacz antynazistowski (zm. 1984)
  - Hal Roach, amerykański reżyser i producent filmowy (zm. 1992)
  - Gustaw Różycki, polski inżynier, wynalazca (zm. 1975)
- 1894:
  - Włodzimierz Budka, polski historyk i archiwista (zm. 1977)
  - Joseph Cogels, belgijski strzelec sportowy (zm. 1978)
  - Gerhard Scheffler, niemiecki polityk, nadburmistrz Poznania (zm. 1977)
  - Stefan Wyganowski, polski ziemianin, rolnik, przedsiębiorca, polityk, poseł na Sejm RP (zm. 1960)
- 1895 – Fritz Pütter, niemiecki pilot wojskowy, as myśliwski (zm. 1918)
- 1896:
  - John Dos Passos, amerykański pisarz, dziennikarz pochodzenia portugalskiego (zm. 1970)
  - Iwan Słeziuk, ukraiński duchowny greckokatolicki, biskup koadiutor stanisławowski, błogosławiony (zm. 1973)
  - Wrócisław Smoleński, polski podchorąży, działacz niepodległościowy (zm. 1918)
- 1897:
  - Vaso Čubrilović, serbski zamachowiec, polityk jugosłowiański (zm. 1990)
  - Hasso von Manteuffel, niemiecki generał porucznik, polityk (zm. 1978)
- 1898:
  - Margaret Booth, amerykańska montażystka filmowa (zm. 2002)
  - Ksawery Floryanowicz, polski generał brygady (zm. 1984)
  - Jurij Horodianyn-Lisowski, ukraiński wojskowy, emigracyjny pisarz (zm. 1946)
- 1899 – Fritz Bayerlein, niemiecki generał porucznik (zm. 1970)
- 1900:
  - Jenő Barcsay, węgierski malarz (zm. 1988)
  - Wilfrid Lawson, amerykański aktor (zm. 1966)
- 1901:
  - Bebe Daniels, amerykańska aktorka pochodzenia hiszpańskiego (zm. 1971)
  - Hinrich Schuldt, niemiecki generał (zm. 1944)
  - Alfred Tarski, polski logik, matematyk (zm. 1983)
- 1902 – Walerian Zorin, radziecki dyplomata, polityk (zm. 1986)
- 1903:
  - Amado Benigno, brazylijski piłkarz, bramkarz (zm. 1965)
  - Władysław Dunarowski, polski prozaik, dramaturg, publicysta, nauczyciel (zm. 1987)
- 1904:
  - Henri-Georges Adam, francuski rzeźbiarz, grafik (zm. 1967)
  - Helena Altenberg, polska działaczka komunistyczna pochodzenia żydowskiego (zm. 1978)
  - Cecil Beaton, brytyjski kostiumograf (zm. 1980)
  - Henryk Grunwald, polski rysownik, metaloplastyk, malarz, złotnik, poeta (zm. 1958)
- 1905:
  - Takeo Fukuda, japoński prawnik, polityk, premier Japonii (zm. 1995)
  - Sven Rydell, szwedzki piłkarz (zm. 1975)
- 1906:
  - William Bendix, amerykański aktor (zm. 1964)
  - James Corson, amerykański lekkoatleta, dyskobol (zm. 1981)
  - Andrzej Świątkowski, polski architekt, kapitan, cichociemny (zm. 1941)
  - Rodolfo Volk, włoski piłkarz (zm. 1983)
- 1907:
  - George Chenier, kanadyjski snookerzysta (zm. 1970)
  - Halina Karnkowska, polska działaczka krajoznawcza i turystyczna, przewodniczka (zm. 1980)
  - Józef Rogulski, polski kapitan, dowódca oddziału partyzanckiego GL (zm. 1943)
- 1908 – Bill Kuhlemeier, amerykański gimnastyk (zm. 2001)
- 1909:
  - Kurt Engel, austriacki pianista (zm. 1942)
  - Joseph Losey, amerykański reżyser filmowy i teatralny (zm. 1984)
  - Per-Viktor Widengren, szwedzki kierowca wyścigowy (zm. 1976)
- 1910:
  - Edward Bartol, polski dyplomata (zm. 1986)
  - Aleksander Lossow-Niemojowski, polski rotmistrz rezerwy, uczestnik powstania warszawskiego (zm. 1944)
  - Józef Szajba, polski żeglarz sportowy (zm. 1945)
- 1911:
  - József Moravetz, rumuński piłkarz pochodzenia węgierskiego (zm. 1990)
  - Anatolij Rybakow, rosyjski pisarz (zm. 1998)
- 1912:
  - Stefan Hrabec, polski językoznawca (zm. 1972)
  - Tillie Olsen, amerykańska pisarka (zm. 2007)
- 1913 – Motoo Tatsuhara, japoński piłkarz (zm. 1984)
- 1914 – Harold Russell, kanadyjski wojskowy, aktor niezawodowy (zm. 2002)
- 1915:
  - Stanisław Chałupa, polski kapitan pilot (zm. 2004)
  - André Frossard, francuski pisarz, dziennikarz, filozof katolicki (zm. 1995)
  - Mark Goodson, amerykański producent filmowy (zm. 1992)
  - Franciszek Musiel, polski duchowny katolicki, biskup pomocniczy częstochowski (zm. 1992)
- 1916 – Jan Świderski, polski aktor, reżyser teatralny, pedagog (zm. 1988)
- 1917:
  - Jerzy Golfert, polski śpiewak, aktor teatralny, muzyk, reżyser przedstawień muzycznych (zm. 2014)
  - Irena Lewińska, polska śpiewaczka operowa (sopran liryczny) (zm. 1992)
- 1918:
  - Marianna Cel, polska żołnierka (zm. ?)
  - Józef Świdziński radziecki żołnierz pochodzenia polskiego (zm. 1996)
- 1919:
  - Giulio Andreotti, włoski polityk, premier Włoch (zm. 2013)
  - Jan Olszański, polski duchowny katolicki, biskup kamieniecki (zm. 2003)
- 1920:
  - Jean Dutourd, francuski pisarz (zm. 2011)
  - Bertus de Harder, holenderski piłkarz, trener (zm. 1982)
  - Siegmund Lympasik, niemiecki malarz i grafik (zm. 1996)
  - Lidia Skarżyńska, polska scenografka (zm. 1994)
- 1921:
  - Murray Bookchin, amerykański myśliciel anarchistyczny (zm. 2006)
  - Kenneth Bulmer, brytyjski pisarz science fiction i fantasy (zm. 2005)
  - Ken Sailors, amerykański koszykarz (zm. 2016)
  - Józef Trendota, polski ekonomista, polityk, minister finansów (zm. 1989)
- 1923 – Andriej Durnowcew, radziecki podpułkownik lotnictwa (zm. 1976)
- 1924:
  - Alberto Bertuccelli, włoski piłkarz (zm. 2002)
  - Guy Williams, amerykański aktor, model pochodzenia włoskiego (zm. 1989)
- 1925:
  - Lidia Babiuch, polska lekarka chorób zakaźnych
  - Shlomo Carlebach, amerykański rabin, muzyk, wokalista, kompozytor pochodzenia żydowskiego (zm. 1994)
  - Yukio Mishima, japoński prozaik, poeta, eseista, dramaturg (zm. 1970)
  - Wiaczesław Sołowjow, rosyjski piłkarz, trener (zm. 1996)
  - Ernst Stojaspal, austriacki piłkarz, trener (zm. 2002)
- 1926 – Adam Perzyk, polski aktor, grafik (zm. 1978)
- 1927:
  - Iwan Kalita, rosyjski jeździec sportowy (zm. 1996)
  - Henryk Łaszcz, polski siatkarz, dyplomata (zm. 1991)
- 1928:
  - Luis Bambarén, peruwiański duchowny katolicki, biskup Chimbote (zm. 2021)
  - Tadeusz Dominik, polski malarz, grafik, rzeźbiarz, ceramik (zm. 2014)
  - Lars Forssell, szwedzki pisarz (zm. 2007)
  - Jürgen Weber, niemiecki rzeźbiarz (zm. 2007)
- 1929:
  - Gheorghe Fiat, rumuński bokser (zm. 2010)
  - Edmund Lewandowski, polski rolnik, polityk, poseł na Sejm PRL (zm. 2015)
  - Aleksandar Petrović, jugosłowiański reżyser filmowy (zm. 1994)
- 1930:
  - René Bonino, francuski lekkoatleta, sprinter (zm. 2016)
  - Władysław Neneman, polski dyplomata (zm. 2019)
  - Christian Poirot, francuski kierowca wyścigowy (zm. 1979)
  - Kenny Wheeler, kanadyjski trębacz jazzowy (zm. 2014)
- 1931:
  - Şükrü Ersoy, turecki piłkarz
  - Janusz Fekecz, polski tłumacz, dyplomata (zm. 2024)
  - Manuel Galbán, kubański gitarzysta, członek zespołu Buena Vista Social Club (zm. 2011)
  - Witold Tokarski, polski aktor (zm. 2022)
  - Caterina Valente, włoska piosenkarka, gitarzystka, tancerka, aktorka (zm. 2024)
- 1932:
  - Carlos Borges, urugwajski piłkarz (zm. 2014)
  - Tony DeMarco, amerykański bokser (zm. 2021)
  - Antonio Maspes, włoski kolarz szosowy i torowy (zm. 2000)
  - Anna Włodarczyk, polska charakteryzatorka filmowa (zm. 2019)
- 1933:
  - Stan Brakhage, amerykański reżyser filmowy (zm. 2003)
  - Lech Szczucki, polski historyk filozofii i kultury (zm. 2019)
- 1934:
  - Richard Briers, brytyjski aktor (zm. 2013)
  - Aloísio Hilário de Pinho, brazylijski duchowny katolicki, biskup Jataí (zm. 2021)
  - Marek Hłasko, polski pisarz, scenarzysta filmowy (zm. 1969)
  - Dana Němcová, czeska psycholog, polityk, dysydentka, sygnatariuszka Karty 77 (zm. 2023)
  - Danuta Zagrodzka, polska dziennikarka, publicystka (zm. 2007)
- 1935:
  - Andrzej Makarewicz, polski prawnik, dyplomata (zm. 2023)
  - Henryk Muszczyński, polski pilot szybowcowy (zm. 2009)
  - Tadeusz Szczepański, polski trener lekkoatletyki (zm. 2016)
  - Lucile Wheeler, kanadyjska narciarka alpejska
- 1936:
  - Ludmiła Chwiedosiuk, rosyjska kajakarka
  - Bill Holmes, brytyjski kolarz szosowy
  - Reiner Klimke, niemiecki jeździec sportowy (zm. 1999)
- 1937:
  - Jewhen Hucało, ukraiński prozaik, poeta (zm. 1995)
  - Marian Janowski, polski działacz społeczny i samorządowy, burmistrz miasta i gminy Połczyn-Zdrój
  - Ewa Kuźmińska, polska siatkarka (zm. 2019)
  - Hendrik Marsman, holenderski prozaik, poeta, tłumacz (zm. 2012)
  - Marian Rejewski, polski biolog (zm. 2012)
- 1938:
  - Morihiro Hosokawa, japoński polityk, premier Japonii
  - Jack Jones, amerykański piosenkarz (zm. 2024)
  - Dražen Marović, chorwacki szachista, dziennikarz
- 1939 – Liliana Urbańska, polska wokalistka jazzowa
- 1940:
  - Wojciech Dziembowski, polski astronom (zm. 2025)
  - Krzysztof Ernst, polski fizyk (zm. 2003)
  - Paulinho Ferreira, brazylijski piłkarz
  - Wayne Hightower, amerykański koszykarz (zm. 2002)
  - Agazio Loiero, włoski polityk
  - Trevor Nunn, brytyjski reżyser teatralny, filmowy i telewizyjny
  - Wasiłka Stoewa, bułgarska lekkoatletka, dyskobolka
- 1941:
  - Nicholas Brooks, brytyjski historyk, wykładowca akademicki (zm. 2014)
  - Faye Dunaway, amerykańska aktorka
  - Milan Kučan, słoweński polityk, prezydent Słowenii
- 1942:
  - Michael Gwisdek, niemiecki aktor (zm. 2020)
  - Gerben Karstens, holenderski kolarz szosowy (zm. 2022)
  - Krzysztof Klenczon, polski muzyk, wokalista, kompozytor, członek zespołów Czerwone Gitary i Trzy Korony (zm. 1981)
  - Jerzy Kucia, polski reżyser i scenarzysta
  - Włodzimierz Nast, polski duchowny luterański, teolog, działacz ekumeniczny (zm. 2020)
- 1943:
  - Angelo Bagnasco, włoski duchowny katolicki, arcybiskup Genui, kardynał
  - Yūko Fujimoto, japońska siatkarka
  - Mariss Jansons, łotewski dyrygent (zm. 2019)
  - Shannon Lucid, amerykańska astronautka
  - Ralph Steinman, kanadyjski immunolog, laureat Nagrody Nobla (zm. 2011)
  - Manfred Wolke, niemiecki bokser (zm. 2024)
- 1945:
  - Anselm Grün, niemiecki teolog, pisarz
  - Karolina Grzebieniak, polska lekkoatletka, dyskobolka
  - Michał Hilchen, polski księgoznawca, bibliofil, antykwariusz, edytor, historyk literatury i kultury (zm. 2009)
  - Vonetta McGee, amerykańska aktorka (zm. 2010)
  - Barbara Podmiotko, polska dziennikarka muzyczna, prezenterka radiowa (zm. 2014)
- 1946:
  - Jerzy Góralczyk(inne języki), polski aktor
  - Ron Keeble, brytyjski kolarz torowy
  - Harold Shipman, brytyjski lekarz, seryjny morderca (zm. 2004)
- 1947:
  - Aleksandra Ford-Sampolska, polska aktorka (zm. 2013)
  - Krystyna Prońko, polska piosenkarka
  - Bill Werbeniuk, kanadyjski snookerzysta (zm. 2003)
- 1948:
  - Walerij Charłamow, rosyjski hokeista (zm. 1981)
  - Wasilij Chmielewski, białoruski lekkoatleta, młociarz
  - Giovanni D’Alise, włoski duchowny katolicki, biskup Caserty (zm. 2020)
  - Lech Koliński, polski architekt, wykładowca akademicki
  - Lisbeth Korsmo, norweska łyżwiarka szybka (zm. 2017)
  - Birgitta Lindström, fińska tenisistka
  - M.K. Muthu, indyjski aktor (zm. 2025)
  - Jean-Paul Rostagni, francuski piłkarz
  - Jocky Scott, szkocki piłkarz, trener
  - Giampiero Ventura, włoski piłkarz, trener
  - Carl Weathers, amerykański aktor (zm. 2024)
- 1949:
  - Sebastián Alarcón, chilijski reżyser i scenarzysta filmowy (zm. 2019)
  - Catherine Bearder, brytyjska polityk
  - Lawrence Kasdan, amerykański reżyser i scenarzysta filmowy pochodzenia żydowskiego
  - Alfred F. Majewicz, polski filolog, językoznawca
- 1950:
  - Andrzej Diakonow, polski ekonomista, polityk, poseł na Sejm RP
  - Ernst Good, szwajcarski narciarz alpejski
  - Swen Nater, holenderski koszykarz
  - Tadeusz Osik, polski trener lekkoatletyczny
- 1951:
  - Rutger Backe, szwedzki piłkarz
  - Jean-Luc Brunin, francuski duchowny katolicki, biskup Le Havre
  - Wasyl Czekurin, ukraiński informatyk, wykładowca akademicki (zm. 2021)
  - Carme Elías, hiszpańska aktorka
  - Jerzy Jastrzębowski, polski trener piłkarski
  - Sheldon Lettich, amerykański reżyser i scenarzysta filmowy
  - Fița Lovin, rumuńska lekkoatletka, biegaczka średniodystansowa
  - Francesco Oliva, włoski duchowny katolicki, biskup Locri-Gerace
  - O. Panneerselvam, indyjski rolnik, przedsiębiorca, polityk
  - Pascal Roland, francuski duchowny katolicki, biskup Belley-Ars
  - Zdzisław Średniawski, polski samorządowiec, polityk, wicewojewoda dolnośląski
  - Flávio Teixeira, brazylijski piłkarz, trener
- 1952:
  - Mihai Boțilă, rumuński zapaśnik
  - Michele Castoro, włoski duchowny katolicki, arcybiskup Manfredonia-Vieste-San Giovanni Rotondo (zm. 2018)
  - Leonardo Cuéllar, meksykański piłkarz, trener
  - Konstandinos Josifidis, grecki piłkarz, trener
  - Zofia Krzyżanowska, polska ekonomistka rolnictwa, wykładowczyni akademicka, urzędniczka państwowa
  - Maciej Michalski, polski fotograf (zm. 2011)
  - Călin Popescu-Tăriceanu, rumuński polityk, premier Rumunii
  - Teitur Þórðarson, islandzki piłkarz, trener
  - Hans-Jürgen Zahorka, niemiecki polityk, eurodeputowany
- 1953:
  - Denzil Douglas, polityk z Saint Kitts i Nevis, premier
  - Patrick Le Gal, francuski duchowny katolicki, biskup pomocniczy Lyonu
- 1954:
  - Jim Duggan, amerykański wrestler
  - Herbert Feurer, austriacki piłkarz, bramkarz
  - Vernee Watson-Johnson, amerykańska aktorka
- 1955:
  - Wałerij Bohusławski, ukraiński piłkarz, trener
  - Jan Fedder, niemiecki aktor (zm. 2019)
  - Dominique Rocheteau, francuski piłkarz
- 1956:
  - Étienne Daho, francuski piosenkarz, autor tekstów, producent muzyczny
  - Rosina Lippi-Green, amerykańska pisarka, językoznawczyni
  - Andrej Wardamacki, białoruski socjolog, wykładowca akademicki
  - Waldemar Wróblewski, polski kompozytor, aranżer (zm. 2005)
- 1957:
  - Sławomir Ciesielski, polski perkusista, członek zespołu Republika
  - Alfonso de Galarreta, hiszpański duchowny katolicki, biskup Bractwa Kapłańskiego Świętego Piusa X
  - Wojciech Hausner, polski nauczyciel, polityk, poseł na Sejm RP
  - Anchee Min, chińska malarka, fotografik, pisarka, muzyk
- 1958:
  - Joanna Duchnowska, polska aktorka, dziennikarka radiowa
  - Nada Murganić, chorwacka działaczka samorządowa, polityk
  - Irina Pietrowa, rosyjska pianistka
- 1959:
  - Georgi Dimitrow, bułgarski piłkarz, trener (zm. 2021)
  - Lars Høgh, duński piłkarz (zm. 2021)
  - Jadwiga Sawicka, polska malarka, fotografik, autorka instalacji
  - Geoff Tate, amerykański piosenkarz
  - Waldemar Wróblewski, polski kompozytor, aranżer (zm. 2005)
- 1960:
  - Ołeksandr Batiuk, rosyjski biegacz narciarski
  - Anat Berko, izraelska kryminolog, polityk
  - Marcel Bossi, luksemburski piłkarz
  - Andrea Fischer, niemiecka polityk
  - Per Fly, duński reżyser filmowy
  - José Maria Moreno, hiszpański kolarz szosowy i torowy
- 1961:
  - Juan Antonio Aznárez, hiszpański duchowny katolicki, biskup pomocniczy Pampeluny i Tudeli
  - Pantelejmon (Baszczuk), ukraiński biskup prawosławny
  - Mariola Bojarska-Ferenc, polska gimnastyczka artystyczna, dziennikarka, producentka filmowa
  - Rob Hall, nowozelandzki himalaista (zm. 1996)
- 1962:
  - Elke Büdenbender, niemiecka prawnik, sędzia, pierwsza dama
  - Katarína Cibulková, słowacka prawnik, polityk
  - Jeff Cronenweth, amerykański operator filmowy
  - Andrzej Horubała, polski reżyser, dziennikarz, krytyk literacki
  - Michael McCaul, amerykański polityk, kongresmen
  - Oleg Mudrak, rosyjski językoznawca
  - Andreas Steinhöfel, niemiecki pisarz, autor książek dla dzieci i młodzieży, tłumacz
- 1963:
  - Grażyna Dziedzic, polska pływaczka
  - Janko Janković, chorwacki piłkarz
  - Łeonid Kożara, ukraiński polityk, dyplomata
  - Anna Samochina, rosyjska aktorka (zm. 2010)
  - Steven Soderbergh, amerykański reżyser, scenarzysta, operator, producent i montażysta filmowy
- 1964:
  - Mark Addy, brytyjski aktor
  - Jan Chrząszcz, polski samorządowiec, polityk, wicewojewoda śląski
  - Borys Derkacz, ukraiński piłkarz, przestępca (zm. 2019)
  - Said Dghay, marokański piłkarz, bramkarz
  - Siergiej Niemczinow, rosyjski hokeista, trener i działacz hokejowy
  - Kosma Złotowski, polski dziennikarz, samorządowiec, polityk, prezydent Bydgoszczy, poseł na Sejm, senator RP, eurodeputowany
- 1965:
  - Szamil Basajew, czeczeński bojownik (zm. 2006)
  - Seema Biswas, indyjska aktorka
  - Marc Delissen, holenderski hokeista na trawie
  - Andrew Manze, brytyjski skrzypek, dyrygent
  - Ołeksandr Marczenko, ukraiński polityk (zm. 2022)
  - Désirée Nosbusch, luksemburska prezenterka telewizyjna, aktorka
  - Jemma Redgrave, brytyjska aktorka
  - Slick Rick, amerykański raper pochodzenia brytyjskiego
  - Zbigniew Zieliński, polski duchowny katolicki, biskup koszalińsko-kołobrzeski
- 1966:
  - Marco Hietala, fiński basista, członek zespołu Nightwish
  - Rene Simpson, kanadyjska tenisistka (zm. 2013)
- 1967:
  - Włodzimierz Chlebosz, polski sztangista, samorządowiec, członek zarządu województwa dolnośląskiego
  - Andrzej Jurek, polski aktor (zm. 2012)
  - Elma Muros, filipińska, wszechstronna lekkoatletka
  - Emily Watson, brytyjska aktorka
  - Zakk Wylde, amerykański gitarzysta, wokalista, członek zespołu Black Label Society
- 1968:
  - Veikka Gustafsson, fiński wspinacz
  - R. Brandon Johnson, amerykański aktor
  - Marc Keller, francuski piłkarz
  - Dorota Krawczak, polska lekkoatletka, sprinterka i płotkarka
  - LL Cool J, amerykański raper pochodzenia brytyjskiego
  - Andreas Sassen, niemiecki piłkarz (zm. 2004)
  - Agnieszka Wawrzkiewicz-Kowalska, polska aktorka
  - Krystyna Zabawska, polska lekkoatletka, kulomiotka
- 1969:
  - Jason Bateman, amerykański aktor, reżyser i producent filmowy
  - Dave Grohl, amerykański muzyk, członek zespołów: Nirvana i Foo Fighters
  - Arkadiusz Jakubik, polski aktor, reżyser teatralny, piosenkarz
  - Marek Migalski, polski politolog, polityk, eurodeputowany
  - Jerzy Petersburski jr., polski pianista, kompozytor, satyryk
  - Mieczysław Ryba, polski historyk, nauczyciel akademicki
  - Martín Vázquez, urugwajski sędzia piłkarski
- 1970:
  - Natalija Mažeikienė, litewska filozof
  - Edin Mujčin, bośniacki piłkarz
  - Wałerij Worobjow, ukraiński piłkarz
- 1971:
  - David Cardoso Jr., brazylijski aktor
  - Tomasz Grzechowiak, polski koszykarz
  - Lasse Kjus, norweski narciarz alpejski
  - Bert Konterman, holenderski piłkarz
  - Julita Kożuszek-Borsuk, polska aktorka, tancerka, wokalistka
  - Milena Lisiecka, polska aktorka, lektorka
  - Andonios Nikopolidis, grecki piłkarz, bramkarz
  - Nedal Abu Tabaq, polski lekarz, duchowny muzułmański, mufti Ligi Muzułmańskiej w RP pochodzenia palestyńskiego (zm. 2020)
- 1972:
  - Rui Bento, portugalski piłkarz, trener
  - James Key, brytyjski dyrektor techniczny w zespołach Formuły
  - Žikica Milosavljević, serbski piłkarz ręczny
  - Raimondas Rumšas, litewski kolarz szosowy
  - Ratko Štritof, chorwacki piłkarz wodny
  - Alaksandr Łahwiniec, białoruski politolog, tłumacz
- 1973:
  - Artur Ajwazian, ukraiński strzelec sportowy pochodzenia ormiańskiego
  - Eva Bes, hiszpańska tenisistka
  - Ana Catarina Mendes, portugalska prawnik, polityk
  - Giancarlo Fisichella, włoski kierowca wyścigowy
  - Wasyl Kardasz, ukraiński piłkarz
  - Bartosz Liżewski, polski prawnik
  - Krzysztof Wójcik, polski dziennikarz, pisarz
- 1974:
  - C-Bo, amerykański raper
  - Kevin Durand, kanadyjski aktor
  - Brent Hinds, amerykański muzyk, kompozytor, członek zespołów: Mastodon, Giraffe Tongue Orchestra i Legend of the Seagullmen(inne języki)
  - Arkadiusz Janiczek, polski aktor
  - Fabiana Luperini, włoska kolarka szosowa i torowa
  - Rastislav Michalík, słowacki piłkarz
  - Wojciech Słowakiewicz, polski hokeista
- 1975:
  - Jordan Ladd, amerykańska aktorka
  - Saku Puhakainen, fiński piłkarz
  - Rikke Schmidt, duńska piłkarka ręczna, bramkarka
  - Dragoș Tudorache, rumuński prawnik, polityk
- 1976:
  - Matt Carragher, angielski piłkarz (zm. 2016)
  - Cédric Grand, szwajcarski bobsleista
  - Adam Grzanka, polski aktor kabaretowy, satyryk, konferansjer, muzyk
  - Olive Loughnane, irlandzka lekkoatletka, chodziarka
  - Andriej Mordwiczew, rosyjski dowódca wojskowy, generał porucznik
  - Trent Noel, trynidadzko-tobagijski piłkarz
  - Owal, polski raper
  - Rita Williams, amerykańska koszykarka
- 1977:
  - Narain Karthikeyan, indyjski kierowca wyścigowy
  - Arístides Masi, paragwajski piłkarz
  - Renato Pilipović, chorwacki piłkarz
  - Juan Pablo Raba, kolumbijsko-argentyński aktor
  - Suziann Reid, amerykańska lekkoatletka, biegaczka długodystansowa
  - Tetiana Wasylewycz, ukraińska szachistka
  - Yandel, portorykański piłkarz
- 1978:
  - Abdelaziz Ahanfouf, marokański piłkarz
  - Władimir Antipow, rosyjski hokeista
  - Kuno Becker, amerykański aktor pochodzenia meksykańskiego
  - Shawn Crawford, amerykański sprinter
  - Paweł Wiekiera, polski koszykarz
- 1979:
  - Chris Albright, amerykański piłkarz
  - David Bermudo, hiszpański piłkarz
  - Joanna Drozdowska, polska modelka, fotomodelka, aktorka niezawodowa, zdobywczyni tytułu Miss Polonia
  - Karen Elson, brytyjska modelka, piosenkarka, gitarzystka, kompozytorka
  - Leif Frey, niemiecki skoczek narciarski
  - Aszraf al-Gharabili, egipski zapaśnik
  - Inoslav Krnić, chorwacki siatkarz
  - Robert Scarlett, jamajski piłkarz
  - James Scott, brytyjski aktor
  - Soprano, francuski raper
- 1980:
  - Carlos Alvarado Quesada, kostarykański polityk, prezydent Kostaryki
  - Cory Gibbs, amerykański piłkarz
  - Austin Kincaid, amerykańska aktorka pornograficzna
  - Piotr Konca, polski gitarzysta, członek zespołu IRA
  - Monika Kuszyńska, polska wokalistka, członkini zespołu Varius Manx
  - Andrija Žižić, chorwacki koszykarz
- 1981:
  - Romy Beer, niemiecka biathlonistka
  - Hyleas Fountain, amerykańska lekkoatletka, wieloboistka
  - Elena Leszczyńska, rosyjska aktorka
  - Concepción Montaner, hiszpańska lekkoatletka, skoczkini w dal
  - Rosa López, hiszpańska piosenkarka
  - Garfield Reid, jamajski piłkarz
- 1982:
  - Kamila Augustyn, polska badmintonistka
  - Caleb Followill, amerykański wokalista, gitarzysta, członek zespołu Kings of Leon
  - Víctor Valdés, hiszpański piłkarz, bramkarz
- 1983:
  - Maxime Monfort, belgijski kolarz szosowy
  - Mauricio Soler, kolumbijski kolarz szosowy
  - Edyta Strzycka, polska piosenkarka, kompozytorka, autorka tekstów
- 1984:
  - Gosia Andrzejewicz, polska piosenkarka
  - Ana Maria Apachiței, rumuńska wioślarka
  - Erick Aybar, dominikański baseballista
  - Ajuma Nasenyana, kenijska modelka
- 1985:
  - Aaron Brooks, amerykański koszykarz
  - Nadieżda Kosincewa, rosyjska szachistka
  - Martin Putze, niemiecki bobsleista
  - Jermaine Taylor, jamajski piłkarz
  - Michelle Wu, amerykańska polityk, burmistrz Bostonu
- 1986:
  - Magdalena Bachmatiuk, polska lekkoatletka, skoczkini w dal
  - Romed Baumann, austriacki narciarz alpejski
  - Yohan Cabaye, francuski piłkarz
  - Terje Hilde, norweski skoczek narciarski
- 1987:
  - Dennis Aogo, niemiecki piłkarz pochodzenia nigeryjskiego
  - Gizem Karadayı, turecka siatkarka
  - Chen Qian, chińska pięcioboistka nowoczesna
  - Riegina Moroz, rosyjska siatkarka
  - Elena Scarpellini, włoska lekkoatletka, tyczkarka
- 1988:
  - Ruben Bemelmans, belgijski tenisista
  - Marine Bolliet, francuska biathlonistka
  - Eyvind Brynildsen, norweski kierowca rajdowy
  - Ma’or Buzaglo, izraelski piłkarz
  - Nisrine Dinar, marokańska lekkoatletka, tyczkarka
  - Kayoko Kudō, japońska zapaśniczka
  - Ksienija Ustałowa, rosyjska lekkoatletka, sprinterka
  - Kamil Wilczek, polski piłkarz
  - Yu Shuo, chińska lekkoatletka, tyczkarka
  - Zhao Yingzhu, chińska lekkoatletka, tyczkarka
- 1989:
  - Adam Clayton, angielski piłkarz
  - Élodie Clouvel, francuska pięcioboistka nowoczesna
  - Dünýägözel Gulmanowa, turkmeńska polityczka
  - Lærke Møller, duńska piłkarka ręczna
  - Alcides Peña, boliwijski piłkarz
- 1990:
  - Mads Albæk, duński piłkarz
  - Dávid Bérczes, węgierski szachista
  - Karlee Bispo, amerykańska pływaczka
  - Lelisa Desisa, etiopski lekkoatleta, długodystansowiec
  - Grant Gustin, amerykański aktor
  - Artem Hromow, ukraiński piłkarz
  - Christopher Rungkat, indonezyjski tenisista
  - Otar Saralidze, polsko-gruziński aktor
  - Thomas Scully, nowozelandzki kolarz torowy i szosowy
  - Áron Szilágyi, węgierski szablista
- 1991:
  - Azmahar Ariano, panamski piłkarz
  - Jakub Knoll, czeski kierowca wyścigowy
- 1992:
  - Catalina Amarilla, paragwajska lekkoatletka, tyczkarka
  - Robbie Brady, irlandzki piłkarz
  - Łukasz Cyran, polski żużlowiec
  - Hsu Chieh-yu, tajwańska tenisistka
  - Wang Qiang, chińska tenisistka
- 1993:
  - Marija Łasickienie, rosyjska lekkoatletka, skoczkini wzwyż
  - David Nwaba, amerykański koszykarz
  - Matthew Timmons, amerykański aktor
- 1994:
  - Benjamin Bourigeaud, francuski piłkarz
  - Muktar Edris, etiopski lekkoatleta, długodystansowiec
  - Katarzyna Jankowska, polska lekkoatletka, biegaczka średnio- i długodystansowa
  - Ross Murdoch, brytyjski pływak
- 1995:
  - Nicolas Huber, szwajcarski snowboardzista
  - Jessica January, amerykańska koszykarka
  - Iliana Korosidu, grecka lekkoatletka, młociarka
  - Alina Makarienko, rosyjska gimnastyczka artystyczna
  - Jerkebułan Tunggyszbajew, kazachski piłkarz
  - Xun Fangying, chińska tenisistka
- 1996:
  - Justin Bibbs, amerykański koszykarz
  - Weronika Błażek, polska lekkoatletka, sprinterka
  - Nikita Czernow, rosyjski piłkarz
  - Elżbieta Wójcik, polska pięściarka
- 1997:
  - Francesco Bagnaia, włoski kierowca wyścigowy
  - María Conde, hiszpańska koszykarka
  - Nina Głonti, rosyjska koszykarka
  - Joey Luthman, amerykański aktor
  - Cedric Teuchert, niemiecki piłkarz
  - Anastasija Tołmaczowa, rosyjska wokalistka
  - Marija Tołmaczowa, rosyjska wokalistka
- 1998:
  - Július Firkaľ, słowacki siatkarz
  - Pauline Grabosch, niemiecka kolarka torowa
  - Maddison Inglis, australijska tenisistka
  - Niilo Mäenpää, fiński piłkarz
  - Henrik Porkka, fiński siatkarz
  - Nick Romeo Reimann, niemiecki aktor
  - Matías Roskopf, argentyński piłkarz
  - Alexandra Sandahl, szwedzka zapaśniczka
- 1999:
  - Łaura Almaganbietowa, kazachska zapaśniczka
  - Francisco Montero, hiszpański piłkarz
  - Declan Rice, irlandzko-angielski piłkarz
  - Emerson Royal, brazylijski piłkarz
  - Izabela Smolińska, polska lekkoatletka, sprinterka i płotkarka
- 2000:
  - Junior Angulo, ekwadorski judoka
  - Jonathan David, kanadyjski piłkarz pochodzenia haitańskiego
  - Diego Valencia, chilijski
  - Marcel Zylla, polski piłkarz
- 2001:
  - Myron Boadu, holenderski piłkarz pochodzenia ghańskiego
  - Cora Jade, amerykańska wrestlerka
  - Anssi Suhonen, fiński piłkarz
- 2002:
  - Finn Braun, niemiecki skoczek narciarski
  - Giulia Morlet, francuska tenisistka
- 2004 – Ri Il-song, północnokoreański piłkarz
- 2006 – Agustín Ruberto, argentyński piłkarz

## Zmarli
- 768 – Fruela I, król Asturii (ur. 732)
- 849 – Teofilakt, współcesarz bizantyński (ur. 793)
- 1092 – Wratysław II, książę i pierwszy król Czech (ur. po 1032)
- 1150 – Amadeusz z Clermont, francuski cysters, błogosławiony (ur. ?)
- 1163 – Władysław II, król Węgier i Chorwacji (ur. 1131)
- 1235 – Święty Sawa, serbski arcybiskup prawosławny (ur. 1175/1176)
- 1301 – Andrzej III, król Węgier i Chorwacji (ur. 1265–1270)
- 1331 – Odoryk de Pordenone, włoski franciszkanin, misjonarz, apostoł Chin, błogosławiony (ur. ok. 1265)
- 1380 – Jan Očko z Vlašimi, czeski duchowny katolicki, biskup ołomuniecki, arcybiskup metropolita praski, kardynał (ur. ok. 1292)
- 1648 – Caspar Barlaeus, holenderski teolog, polihistor, historyk, humanista, poeta (ur. 1584)
- 1653 – Jerzy Rudolf, książę legnicki, humanista, mecenas sztuki, kompozytor, poeta (ur. 1595)
- 1676 – Francesco Cavalli, włoski kompozytor, organista, śpiewak (ur. 1602)
- 1679 – Jacques de Billy, francuski jezuita, astronom, matematyk (ur. 1602)
- 1687:
  - Nikolaus Mercator, niemiecki matematyk, astronom (ur. ok. 1620)
  - Lorenzo Raggi, włoski kardynał (ur. 1615)
- 1705 – Marie Catherine d’Aulnoy, francuska arystokratka, pisarka (ur. 1650)
- 1711 – Zofia Eleonora z Brunszwiku-Wolfenbüttel, księżniczka, zakonnica (ur. 1674)
- 1721 – Fulvio Astalli, włoski kardynał (ur. 1655)
- 1752 – Devasahayam Pillai, indyjski męczennik i błogosławiony katolicki (ur. 1712)
- 1753 – George Berkeley, irlandzki duchowny i misjonarz anglikański, biskup Cloyne, filozof (ur. 1685)
- 1756 – Johann Jeremias du Grain, niemiecki kompozytor pochodzenia francuskiego (ur. ok. 1700)
- 1764 – Giuseppe Alessandro Furietti, włoski kardynał, archeolog, antykwariusz, kolekcjoner, erudyta (ur. 1684)
- 1771 – Maria Franciszka Dorota, infantka portugalska (ur. 1739)
- 1772:
  - Maria Hanowerska, księżniczka brytyjska (ur. 1722)
  - Robert Henley, brytyjski arystokrata, prawnik, polityk (ur. 1708)
- 1800 – Upton Sheredine, amerykański polityk (ur. 1740)
- 1801:
  - Klemens Nakwaski, polski ziemianin, polityk (ur. 1720)
  - George Leonard Staunton, brytyjski lekarz, dyplomata, podróżnik (ur. 1737)
- 1809 – Franciszek Wielopolski, polski ziemianin, polityk, prezydent Krakowa, marszałek nadworny koronny (ur. 1732)
- 1814 – Charles Bossut, francuski matematyk, wykładowca akademicki (ur. 1730)
- 1817 – Pierre-Alexandre Monsigny, francuski kompozytor operowy (ur. 1729)
- 1820 – Wilhelmina Karolina Oldenburg, księżniczka duńska i norweska, elektorowa Hesji-Kassel (ur. 1747)
- 1825 – Robert Goodloe Harper, amerykański polityk (ur. 1765)
- 1831 – Henry Mackenzie, szkocki poeta, prozaik, dramaturg, wydawca (ur. 1745)
- 1845 – Adolph Wilhelm Otto, niemiecki anatom, wykładowca akademicki (ur. 1786)
- 1848:
  - Robert Adamson, szkocki pionier fotografii (ur. 1821)
  - Franciszek Armiński, polski astronom, wykładowca akademicki, wolnomularz (ur. 1789)
  - Marianna Stryjeńska, polska pisarka (ur. 1777)
- 1849 – Jan Aśnikowski, polski aktor, przedsiębiorca teatralny, dyrektor teatrów prowincjonalnych (ur. ok. 1800)
- 1851 – Wenedykt Łewycki, ukraiński duchowny greckokatolicki, pedagog, działacz społeczny (ur. 1783)
- 1853 – Michał Józef Römer, polski pisarz, polityk, wolnomularz (ur. 1778)
- 1857 – Johann Ludwig Christian Carl Gravenhorst, niemiecki zoolog, wykładowca akademicki (ur. 1777)
- 1858 – Mychajło Łewyćkyj, ukraiński duchowny greckokatolicki, arcybiskup lwowski, kardynał (ur. 1774)
- 1862 – Gustav Friedrich Focking, gdański kupiec, armator, rajca miejski, holenderski urzędnik konsularny (ur. 1798)
- 1864 – Boone Helm, amerykański rewolwerowiec, seryjny morderca (ur. 1828)
- 1865 – Marie-Anne Libert, belgijska botanik, mykolog (ur. 1782)
- 1866 – Henryk Michał Kamieński, polski ekonomista, filozof, publicysta (ur. 1813)
- 1867:
  - Victor Cousin, francuski filozof, historyk filozofii, polityk (ur. 1792)
  - Jean Ingres, francuski malarz portrecista (ur. 1780)
- 1871 – Adam Kołyszko, polski ziemianin, polityk, uczestnik powstania listopadowego, emigrant (ur. 1798)
- 1873 – Feliks Stefan Szymanowski, polski pułkownik, inżynier, geodeta (ur. 1790)
- 1882 – Timothy H. O’Sullivan, amerykański fotograf (ur. 1840)
- 1886 – Emil Wilhelm Krummacher, niemiecki teolog kalwiński, pisarz (zm. 1886)
- 1887:
  - Friedrich von Amerling, austriacki malarz portrecista (ur. 1803)
  - Piotr Donders, holenderski redemptorysta, misjonarz, błogosławiony (ur. 1809)
- 1888 – Stephen Heller, węgierski kompozytor, pianista (ur. 1813)
- 1890 – Robert Napier, brytyjski dowódca wojskowy, marszałek polny (ur. 1810)
- 1892:
  - Albert Wiktor, brytyjski książę (ur. 1864)
  - Alexander Jackson Davis, amerykański architekt, rysownik (ur. 1803)
  - Henry Edward Manning, brytyjski duchowny katolicki, arcybiskup Westminster, prymas Anglii i Walii, kardynał (ur. 1808)
  - Giovanni Simeoni, włoski kardynał, wysoki urzędnik Kurii Rzymskiej (ur. 1816)
  - František Zach, czeski wojskowy, działacz panslawistyczny, uczestnik powstania listopadowego, generał armii serbskiej (ur. 1807)
- 1893 – Aleksander Samuel Konarski, polski chirurg, uczestnik powstania listopadowego, emigrant, handlarz win (ur. 1803)
- 1894 – Antoni Hawełka, polski przedsiębiorca, kupiec, restaurator (ur. 1840)
- 1898 – Lewis Carroll, brytyjski prozaik, poeta, matematyk, logik, wykładowca akademicki, fotograf (ur. 1832)
- 1899 – Nubar Pasza, egipski polityk, premier Egiptu pochodzenia ormiańskiego (ur. 1825)
- 1901:
  - Víctor Balaguer i Cirera, hiszpański pisarz, polityk (ur. 1824)
  - Charles Hermite, francuski matematyk (ur. 1822)
  - Marian Jaroczyński, polski malarz, rzeźbiarz, grafik (ur. 1819)
- 1902 – Cato Guldberg, norweski chemik, matematyk (ur. 1836)
- 1905:
  - Ernst Abbe, niemiecki fizyk, przedsiębiorca (ur. 1840)
  - Maksymilian Jackowski, polski działacz społeczny i gospodarczy (ur. 1815)
- 1908 – Holger Drachmann, duński prozaik, poeta, malarz (ur. 1846)
- 1909:
  - Marie-Antoinette Lix, francuska guwernantka, uczestniczka powstania styczniowego (ur. 1839)
  - Teresa Raczyńska, polska arystokratka, kolekcjonerka sztuki, filantropka (ur. 1820)
  - Zinowij Rożestwienski, rosyjski wiceadmirał (ur. 1848)
- 1912 – Otto Liebmann, niemiecki filozof, wykładowca akademicki (ur. 1840)
- 1914 – Józef Braunseis, polski architekt, urzędnik (ur. 1837)
- 1915 – George Smith, brytyjski przeciągacz liny (ur. 1876)
- 1916 – Otto Ammon, niemiecki antropolog (ur. 1842)
- 1919:
  - Nikołaj Bieżanicki, rosyjski duchowny prawosławny, święty nowomęczennik (ur. 1859)
  - Michaił Drozdowski, rosyjski generał (ur. 1881)
  - Platon (Kulbusch), rosyjski biskup prawosławny, święty nowomęczennik pochodzenia estońskiego (ur. 1869)
  - Antoni Petrykiewicz, polski gimnazjalista, Orlę Lwowskie (ur. 1905)
- 1920 – John Francis Dodge, amerykański przedsiębiorca branży motoryzacyjnej (ur. 1864)
- 1922 – Pavle Jurišić Šturm, serbski generał pochodzenia łużyckiego (ur. 1848)
- 1923 – Louis Richardet, szwajcarski strzelec sportowy (ur. 1864)
- 1924:
  - Arne Garborg, norweski dziennikarz, tłumacz, poeta (ur. 1851)
  - Luther Emmett Holt, amerykański pediatra (ur. 1855)
- 1925 – Camille Decoppet, francuski polityk, prezydent Szwajcarii (ur. 1862)
- 1926 – René Boylesve, francuski pisarz (ur. 1867)
- 1927 – Thorkild Rovsing, duński chirurg, polityk (ur. 1862)
- 1928 – Jan Danysz, polski lekarz, mikrobiolog, serolog, chemik, filozof (ur. 1860)
- 1930 – Alfonsa Clerici, włoska zakonnica, błogosławiona (ur. 1860)
- 1931 – Władysław Trzeciak, polski major piechoty inżynier (ur. 1891)
- 1932 – Jurij Łarin, rosyjski działacz komunistyczny pochodzenia żydowskiego (ur. 1882)
- 1933:
  - Józef Koliński, polski okulista, higienista, działacz społeczny i patriotyczny, literat, dziennikarz (ur. 1852)
  - Franciszek Kubacz, polski polityk i działacz polonijny w Gdańsku (ur. 1868)
  - Leon Sulimierski, polski ziemianin, przedsiębiorca (ur. 1863)
- 1935 – Herbert Greenhough Smith, brytyjski pisarz, dziennikarz, wydawca (ur. 1855)
- 1936 – Czesław Przybylski, polski architekt (ur. 1880)
- 1938:
  - Anatolij Piepielajew, rosyjski generał (ur. 1891)
  - Alfred Šerko, słoweński neurolog, psychiatra (ur. 1879)
- 1940 – Adam Kaden, polski pisarz, malarz, projektant (ur. 1888)
- 1941:
  - Augustyn Pająk, polski nauczyciel, działacz społeczny (ur. 1905)[6]
  - Kazimierz Raszewski, polski generał broni (ur. 1864)
- 1943 – Laura E. Richards, amerykańska pisarka, poetka (ur. 1850)
- 1944:
  - Walenty Dominik, polski chemik, wykładowca akademicki (ur. 1891)
  - Elżbieta Krajewska, polska poetka, żołnierka AK (ur. 1923)
  - Roman Suszko, ukraiński pułkownik, działacz polityczny (ur. 1894)
- 1945:
  - Gerald Balfour, brytyjski arystokrata, polityk (ur. 1853)
  - Jurij Fakudis, radziecki kapral, saper (ur. 1925)
  - Toon Oprinsen, holenderski piłkarz (ur. 1910)
- 1946 – Maurice Koechlin, francuski inżynier budownictwa (ur. 1856)
- 1947:
  - Józefat Błyskosz, polski polityk, poseł na Sejm i senator RP (ur. 1876)
  - Louis Faury, francuski generał, historyk, pisarz, biograf (ur. 1874)
  - Teru Hasegawa, japońska esperantystka, pacyfistka, feministka, antyfaszystka (ur. 1912)
  - Wacław Michniewicz, polski architekt, inżynier (ur. 1866)
  - Elizabeth Short, amerykańska aktorka (ur. 1924)
- 1948 – Aleksander Litwinowicz, polski generał brygady, inżynier mechanik (ur. 1879)
- 1949:
  - Adam Gajdek, polski żołnierz podziemia antykomunistycznego (ur. 1915)
  - Harry Stack Sullivan, amerykański psychiatra, psychoanalityk (ur. 1892)
  - Joaquín Turina, hiszpański kompozytor, pianista, dyrygent, teoretyk muzyki (ur. 1882)
- 1950:
  - Iustin Dżanelidze, radziecki chirurg, generał porucznik (ur. 1883)
  - Ieu Koeuss, kambodżański polityk, premier Kambodży (ur. 1905)
- 1951:
  - Marian Borychowski, polski żołnierz ZWZ-AK, działacz partyzantki antykomunistycznej, ofiara represji stalinowskich (ur. ?)
  - Nikita Izotow, radziecki działacz gospodarczy i partyjny (ur. 1902)
  - Grigorios Ksenopulos, grecki prozaik, dramaturg (ur. 1867)
  - Maxence van der Meersch, francuski pisarz pochodzenia flamandzkiego (ur. 1907)
  - Mieczysław Rulikowski, polski teatrolog, bibliolog, bibliofil, wykładowca akademicki (ur. 1881)
- 1952 – Artur Kapp, estoński kompozytor (ur. 1878)
- 1953 – Noel Beresford-Peirse, brytyjski generał porucznik (ur. 1887)
- 1954:
  - Nikołaj Iczenko, rosyjski neurolog (ur. 1889)
  - Jerzy Manteuffel, polski historyk, filolog klasyczny, papirolog, wykładowca akademicki (ur. ?)
  - Nikodem Sulik, polski generał brygady (ur. 1893)
- 1955:
  - Hubert Cecil Booth, brytyjski inżynier, przedsiębiorca, wynalazca (ur. 1871)
  - Johnny Buff, amerykański bokser (ur. 1888)
  - Sołomon Milsztejn, radziecki generał porucznik organów bezpieczeństwa pochodzenia żydowskiego (ur. 1899)
  - George van Rossem, holenderski szermierz (ur. 1882)
- 1956:
  - Mieczysław L. Kittay, polski inżynier, działacz kulturalny, iluzjonista (ur. ?)
  - Giunio Tinarelli, włoski Sługa Boży (ur. 1912)
  - Stanisław Wszelaki, polski major, kardiolog, wykładowca akademicki (ur. 1898)
- 1957:
  - Fred Belcher, amerykański kierowca wyścigowy (ur. 1881)
  - Humphrey Bogart, amerykański aktor (ur. 1899)
  - Łamis Briedis, radziecki twórca filmów animowanych (ur. 1912)
- 1958:
  - August H. Andresen, amerykański polityk (ur. 1890)
  - José Miaja, hiszpański generał, polityk (ur. 1878)
- 1959:
  - George Douglas Howard Cole, brytyjski historyk, ekonomista, socjolog, teoretyk socjalizmu, wykładowca akademicki (ur. 1889)
  - Louis Gressier, francuski wioślarz (ur. 1897)
  - Zdzisław Lechnicki, polski działacz społeczny i rolniczy, ziemianin, polityk, poseł na Sejm RP (ur. 1890)
- 1961:
  - Herman (Aav), fiński biskup prawosławny, zwierzchnik Fińskiego Kościoła Prawosławnego pochodzenia estońskiego (ur. 1871)
  - Barry Fitzgerald, irlandzki aktor (ur. 1888)
  - Józef (Oriechow), rosyjski biskup prawosławny (ur. 1871)
  - Ernest Thesiger, brytyjski aktor (ur. 1879)
- 1962 – Suzanne Marwille, czeska aktorka, scenarzystka filmowa (ur. 1895)
- 1963 – Gustav Regler, niemiecki pisarz, dziennikarz (ur. 1898)
- 1964 – Michaił Gribkow, radziecki polityk (ur. 1909)
- 1965:
  - Kazimierz Idaszewski, polski uczony, specjalista budowy maszyn elektrycznych i elektrochemii, wykładowca akademicki (ur. 1878)
  - Jeanette MacDonald, amerykańska aktorka, piosenkarka (ur. 1903)
- 1966: 
  - Bill Carr, amerykański lekkoatleta, sprinter (ur. 1909)
  - Aleksander Heiman-Jarecki, polski przemysłowiec, działacz społeczny, polityk, senator RP (ur. 1886)
  - Siergiej Korolow, radziecki inżynier, konstruktor rakiet (ur. 1907)
  - Charles Van den Borren, belgijski muzykolog, wykładowca akademicki (ur. 1874)
- 1967:
  - Miklós Kállay, węgierski polityk, premier Węgier (ur. 1887)
  - Hans Walter, szwajcarski wioślarz (ur. 1889)
- 1968:
  - Gieorgij Popow, radziecki polityk, dyplomata (ur. 1906)
  - Jan Skotnicki, polski malarz (ur. 1876)
- 1969 – Wiktor Hoppe, polski działacz komunistyczny i związkowy (ur. 1898)
- 1970:
  - Leopoldo Conti, włoski piłkarz, trener (ur. 1901)
  - William Feller, amerykański matematyk, wykładowca akademicki pochodzenia chorwackiego (ur. 1906)
  - Ammon Hennacy, amerykański działacz społeczny, anarchistyczny i pacyfistyczny (ur. 1893)
  - Jan Korwin-Kochanowski, polsko-brytyjski radiolog, malarz, fotograf (ur. 1897)
  - Karol Spett, polski psychiatra, wykładowca akademicki (ur. 1899)
- 1971 – James Glenn Beall, amerykański polityk (ur. 1894)
- 1972 – Fryderyk IX Glücksburg, król Danii (ur. 1899)
- 1973 – Sidney Souers, amerykański admirał, dyrektor Grupy Centrali Wywiadu (ur. 1892)
- 1975:
  - Jerzy Gierula, polski fizyk, wykładowca akademicki (ur. 1917)
  - Teodor Hoffmann, polski major łączności, żołnierz AK, cichociemny (ur. 1913)
  - Aleksandr Kuszczew, radziecki generał pułkownik (ur. 1898)
  - Franciszek Wagner, polski pułkownik piechoty, działacz sportowy (ur. 1880)
- 1976:
  - Juan d’Arienzo, argentyński muzyk i kompozytor tanga (ur. 1900)
  - Isaac Laddon, amerykański konstruktor lotniczy, wynalazca (ur. 1894)
- 1977:
  - Anthony Eden, brytyjski polityk, minister spraw zagranicznych, premier Wielkiej Brytanii (ur. 1897)
  - Peter Finch, brytyjski aktor (ur. 1916)
  - Anaïs Nin, amerykańska pisarka pochodzenia francusko-duńskiego (ur. 1903)
- 1978:
  - Harold Abrahams, brytyjski lekkoatleta, sprinter, dziennikarz sportowy pochodzenia włoskiego (ur. 1899)
  - Kurt Gödel, austriacko-amerykański matematyk, logik, wykładowca akademicki (ur. 1906)
- 1979 – Franciszek Walewski, polski kapitan piechoty, żołnierz AK (ur. 1912)
- 1980:
  - Franciszek Białous, polski mikrobiolog, wykładowca akademicki (ur. 1901)
  - Feliks Góralczyk, polski hokeista (ur. 1950)
- 1981:
  - Wiera Badalska, polska pisarka, autorka książek dla dzieci i podręczników, tłumaczka (ur. 1915)
  - Romuald Cebertowicz, polski hydrotechnik, polityk, poseł na Sejm PRL (ur. 1897)
- 1982:
  - Ragnar Nikolay Larsen, norweski piłkarz, trener (ur. 1925)
- 1983:
  - Franciszek Barteczek, polski kapitan piechoty, nauczyciel, działacz społeczny (ur. 1891)
  - Max Frei-Sulzer, szwajcarski biolog, kryminolog (ur. 1913)
  - Wacław Majewski, polski duchowny katolicki, biskup pomocniczy warszawski (ur. 1891)
  - Udo von Woyrsch, niemiecki generał (ur. 1895)
- 1984:
  - Henryk Glass, polski instruktor harcerski, żołnierz AK (ur. 1896)
  - Ray Kroc, amerykański przedsiębiorca (ur. 1902)
  - Rudolf Lehmann, niemiecki archiwista, historyk (ur. 1891)
- 1985:
  - Teodoro Agoncillo, filipiński historyk, wykładowca akademicki, pisarz, krytyk literacki (ur. 1912)
  - Ryszard Doroba, polski autor powieści dla młodzieży oraz scenariuszy i dialogów do filmów animowanych (ur. 1928)
  - Jetta Goudal, amerykańska aktorka pochodzenia holenderskiego (ur. 1891)
  - Anastazy Landau, polski internista, wykładowca akademicki (ur. 1876)
  - Radi Najdenow, bułgarski prawnik, polityk, minister sprawiedliwości (ur. 1895)
  - Janusz Staliński, polski inżynier budowy okrętów, wykładowca akademicki (ur. 1916)
  - June Tripp, brytyjska aktorka, tancerka (ur. 1901)
- 1986:
  - Daniel Balavoine, francuski piosenkarz, kompozytor, autor tekstów piosenek (ur. 1952)
  - Donna Reed, amerykańska aktorka (ur. 1921)
  - Walerian Zorin, radziecki dyplomata, polityk (ur. 1902)
- 1987:
  - Óscar Bonfiglio, meksykański piłkarz, bramkarz (ur. 1905)
  - Douglas Sirk, niemiecko-amerykański reżyser filmowy (ur. 1900)
- 1988 – Gieorgij Malenkow, radziecki polityk, działacz komunistyczny, sekretarz generalny KC KPZR, premier ZSRR (ur. 1902)
- 1990 – Stanisław Krystyn Zaremba, polski matematyk, wspinacz (ur. 1903)
- 1991:
  - David Arkin, amerykański aktor, reżyser filmowy (ur. 1941)
  - Salah Chalaf, palestyński działacz nacjonalistyczny (ur. 1933)
- 1992:
  - Irakli Abaszydze, gruziński poeta, polityk (ur. 1909)
  - Henry Felix Kaiser, amerykański psycholog i statystyk (ur. 1927)
  - Jerry Nolan, amerykański perkusista (ur. 1946)
- 1993:
  - Victor Abens, luksemburski samorządowiec, polityk (ur. 1912)
  - Manfred Lachs, polski prawnik, dyplomata, sędzia i przewodniczący Międzynarodowego Trybunału Sprawiedliwości pochodzenia żydowskiego (ur. 1914)
  - Pepita Ferrer Lucas, hiszpańska szachistka (ur. 1938)
  - Andrzej Ułasiewicz, polski oficer żeglugi (ur. 1946)
- 1994:
  - Halina Dudicz-Latoszewska, polska śpiewaczka operowa (sopran) (ur. 1902)
  - Myron Fohr, amerykański kierowca wyścigowy (ur. 1912)
  - Ivan Fuqua, amerykański lekkoatleta, sprinter (ur. 1909)
  - Federica Montseny, hiszpańska anarchistka, feministka, pisarka, polityk (ur. 1905)
  - Esther Ralston, amerykańska aktorka (ur. 1902)
  - Delio Rodríguez, hiszpański kolarz szosowy (ur. 1916)
  - Ryszard Wołągiewicz, polski archeolog (ur. 1933)
- 1995:
  - James Patrick Carroll, australijski duchowny katolicki, biskup pomocniczy Sydney, arcybiskup ad personam (ur. 1908)
  - Alexander Gibson, szkocki dyrygent (ur. 1926)
  - Barbara Jelavich, amerykańska historyk, bałkanistka, wykładowczyni akademicka (ur. 1923)
  - Emil Szlechter, polsko-francuski adwokat pochodzenia żydowskiego (ur. 1906)
- 1996:
  - Tadeusz Kościelniak, polski malarz, grafik, rysownik (ur. 1910)
  - Jacques Lebrun, francuski żeglarz sportowy (ur. 1910)
  - Stanisław Łukasiewicz, polski pisarz (ur. 1907)
  - Alfons Paschilke, polski rzeźbiarz ludowy (ur. 1919)
- 1997:
  - John Amdisen, duński piłkarz (ur. 1934)
  - Celso Ferreira, brazylijski piłkarz (ur. 1950)
- 1998 – Grzegorz Nawrocki, polski dramaturg, reporter, dziennikarz, fotograf, wydawca (ur. 1949)
- 1999:
  - Jerzy Ciechanowicz, polski humanista, pisarz, archeolog śródziemnomorski, filolog klasyczny, dziennikarz, tłumacz, podróżnik, działacz społeczny (ur. 1955)
  - Aldo van Eyck, holenderski architekt (ur. 1918)
  - Jerzy Grotowski, polski reżyser teatralny, teoretyk teatru (ur. 1933)
  - Zdzisław Konicki, polski archiwista, konserwator archiwaliów, publicysta, regionalista, działacz społeczny, przewodnik (ur. 1925)
  - Barat Şəkinskaya, azerska aktorka (ur. 1914)
- 2001:
  - József Csermák, węgierski lekkoatleta, młociarz (ur. 1932)
  - Burkhard Heim, niemiecki fizyk teoretyk (ur. 1925)
  - Vic Wilson, brytyjski kierowca wyścigowy (ur. 1931)
- 2002:
  - Roman Cheładze, polski żużlowiec, trener i sędzia żużlowy (ur. 1936)
  - Zbigniew Dziewiątkowski, polski muzyk, wokalista, kompozytor, autor tekstów, członek zespołu Tercet Egzotyczny (ur. 1931)
- 2003 – Zenon Płoszaj, polski skrzypek, kameralista, pedagog (ur. 1924)
- 2004:
  - Uta Hagen, amerykańska aktorka, pedagog pochodzenia niemieckiego (ur. 1919)
  - Eduard Sibiriakow, rosyjski siatkarz (ur. 1941)
- 2005:
  - Ward Beysen, belgijski i flamandzki polityk, eurodeputowany (ur. 1941)
  - Eligiusz Drgas, polski prawnik, wykładowca akademicki (ur. 1925)
  - Rudolph Moshammer, niemiecki projektant mody (ur. 1940)
  - Daniel Piękniewski, polski major UB (ur. 1921)
- 2006:
  - Henri Colpi, francuski reżyser filmowy (ur. 1921)
  - Lisa Gelius, niemiecka lekkoatletka, sprinterka, płotkarka i oszczepniczka (ur. 1909)
  - Heinrich Severloh, niemiecki żołnierz (ur. 1923)
  - Shelley Winters, amerykańska aktorka (ur. 1920)
- 2007:
  - Harvey R. Cohen, amerykański aktor, kompozytor (ur. 1951)
  - Darlene Conley, amerykańska aktorka (ur. 1934)
  - Andriej Czerkizow, rosyjski dziennikarz (ur. 1955)
  - Wassilis Fotopulos, grecki malarz, scenograf (ur. 1935)
- 2008:
  - Wojciech Adamiecki, polski dziennikarz, reportażysta, tłumacz, dyplomata (ur. 1934)
  - Józef Bartosik, polski kapitan marynarki i brytyjski kontradmirał (ur. 1917)
  - Justyna Kreczmarowa, polska aktorka, pedagog (ur. 1918)
  - Vincenz Liechtenstein, austriacki polityk (ur. 1950)
  - Bjørn Paulson, norweski lekkoatleta, skoczek wzwyż (ur. 1923)
- 2009:
  - Jan Kaplický, czeski architekt (ur. 1937)
  - Maria Kurowska, polska działaczka społeczna (ur. 1924)
  - Ricardo Montalbán, amerykański aktor (ur. 1920)
  - Leo Rwabwogo, ugandyjski bokser (ur. 1949)
  - Zdzisław Skwara, polski śpiewak operowy (bas), pedagog (ur. 1920)
  - Giennadij Szatkow, rosyjski bokser (ur. 1932)
- 2010:
  - Bobby Charles, amerykański piosenkarz, kompozytor (ur. 1938)
  - Antonio Fontan, hiszpański dziennikarz, polityk (ur. 1923)
  - Shaban Hadëri, albański rzeźbiarz (ur. 1928)
  - P.K. Page, kanadyjska pisarka, poetka (ur. 1916)
  - Petra Schürmann, niemiecka aktorka, modelka, zdobywczyni tytułu Miss World 1956 (ur. 1933)
- 2011:
  - Peter Post, holenderski kolarz torowy i szosowy (ur. 1933)
  - Zdzisław Szczotkowski, polski lektor (ur. 1945)
  - Per-Olav Wiken, norweski żeglarz sportowy (ur. 1937)
- 2012:
  - Arfa Karim, pakistańska programistka (ur. 1995)
  - Giampiero Moretti, włoski kierowca wyścigowy, przedsiębiorca (ur. 1940)
- 2013:
  - Conrad Bain, kanadyjski aktor (ur. 1923)
  - Andrzej Bielski, polski fizyk, wykładowca akademicki (ur. 1939)
  - Zygmunt Dmochowski, polski poeta (ur. 1931)
- 2014 – Juan Gelman, argentyński poeta (ur. 1930)
- 2015:
  - Jerzy Holzer, polski historyk, politolog (ur. 1930)
  - Nélida Romero, argentyńska aktorka (ur. 1926)
  - Zhang Wannian, chiński generał (ur. 1928)
- 2016:
  - René Angélil, kanadyjski piosenkarz, menedżer muzyczny (ur. 1942)
  - Franco Citti, włoski aktor, reżyser i scenarzysta filmowy (ur. 1935)
  - Alan Rickman, brytyjski aktor, reżyser i scenarzysta filmowy (ur. 1946)
  - Łeonid Żabotynśkyj, ukraiński sztangista (ur. 1938)
- 2017:
  - Krzysztof Maurin, polski matematyk, fizyk matematyczny (ur. 1923)
  - Herbert Mies, niemiecki polityk (ur. 1929)
  - Anna Staniszewska, polska malarka (ur. 1921)
  - Roch Sygitowicz, polski aktor (ur. 1958)
  - Zhou Youguang, chiński ekonomista, językoznawca (ur. 1906)
- 2018:
  - Basri Çapriqi, albański poeta, eseista, publicysta (ur. 1960)
  - Dan Gurney, amerykański kierowca wyścigowy (ur. 1931)
  - Józef Kałużny, polski okulista (ur. 1940)
  - Grzegorz Łazarek, polski piłkarz (ur. 1964)
  - Erling Mandelmann, duński fotograf, fotoreporter (ur. 1935)
  - Urszula Pająk, polska działaczka społeczna i związkowa, polityk, poseł na Sejm RP (ur. 1950)
  - Hugh Wilson, amerykański reżyser i scenarzysta filmowy (ur. 1943)
- 2019:
  - Paweł Adamowicz, polski prawnik, polityk, samorządowiec, prezydent Gdańska (ur. 1965)
  - Gonzalo Ramiro del Castillo Crespo, boliwijski duchowny katolicki, biskup, ordynariusz polowy Boliwii (ur. 1936)
  - Mieczysław Tomaszewski, polski muzykolog (ur. 1921)
  - Wiesław Zdort, polski operator filmowy (ur. 1931)
- 2020:
  - Edward Bielewicz, polski piłkarz (ur. 1948)
  - Andrzej Dyakowski, polski malarz (ur. 1936)
  - Fehmi Hoshafi, albański reżyser i scenarzysta filmowy (ur. 1934)
- 2021:
  - Carlo Franchi, włoski kierowca wyścigowy (ur. 1938)
  - Boris Graczewski, rosyjski aktor, reżyser i scenarzysta filmowy (ur. 1949)
  - Vincent Logan, brytyjski duchowny katolicki, biskup Dunkeld (ur. 1941)
  - Yrjö Rantanen, fiński szachista (ur. 1950)
  - Peter Mark Richman, amerykański aktor (ur. 1927)
- 2022:
  - Ricardo Bofill, kataloński architekt (ur. 1939)
  - Stanisław Curyło, polski piłkarz (ur. 1954)
  - Łeonid Derkacz, ukraiński generał armii, polityk, szef SBU (ur. 1939)
  - Alice von Hildebrand, niemiecka teolog, filozof (ur. 1923)
- 2023:
  - Alireza Akbari, irański polityk, wiceminister obrony (ur. 1961)
  - Inna Czurikowa, rosyjska aktorka (ur. 1943)
  - Jerzy Garniewicz, polski piosenkarz (ur. 1940)
  - Przemysław Jałowiecki, polski anestezjolog, wykładowca akademicki (ur. 1954)
  - Lieuwe Westra, holenderski kolarz szosowy (ur. 1982)
- 2024:
  - Lutz Lischka, austriacki judoka (ur. 1944)
  - Raema Lisa Rumbewas, indonezyjska sztangistka (ur. 1980)
  - Luís Torras Martínez, hiszpański malarz, superstulatek (ur. 1912)
  - Magda Vidos, węgierska lekkoatletka, oszczepniczka (ur. 1945)
- 2025:
  - Ladislav Hučko, słowacki duchowny katolicki rytu bizantyjskiego, egzarcha apostolski Republiki Czeskiej (ur. 1948)
  - Michał Janiszewski, polski pedagog, polityk, poseł na Sejm RP (ur. 1954)
  - Marianna Krasnodębska, polska działaczka konspiracji antyhitlerowskiej, Sprawiedliwa wśród Narodów Świata (ur. 1923)
  - Józef Łopatka, polski kolejarz, działacz opozycji antykomunistycznej (ur. 1951)
  - Janusz Rybczyński, polski lekkoatleta, skoczek wzwyż (ur. 1956)
  - Marta Woydt, polska ekonomistka, działaczka opozycji antykomunistycznej (ur. 1955)
  - Jerzy Żelaśkiewicz, polski pułkownik WP, żołnierz AK, działacz konspiracji niepodległościowej w czasie II wojny światowej (ur. 1926)